# Messa tridentina

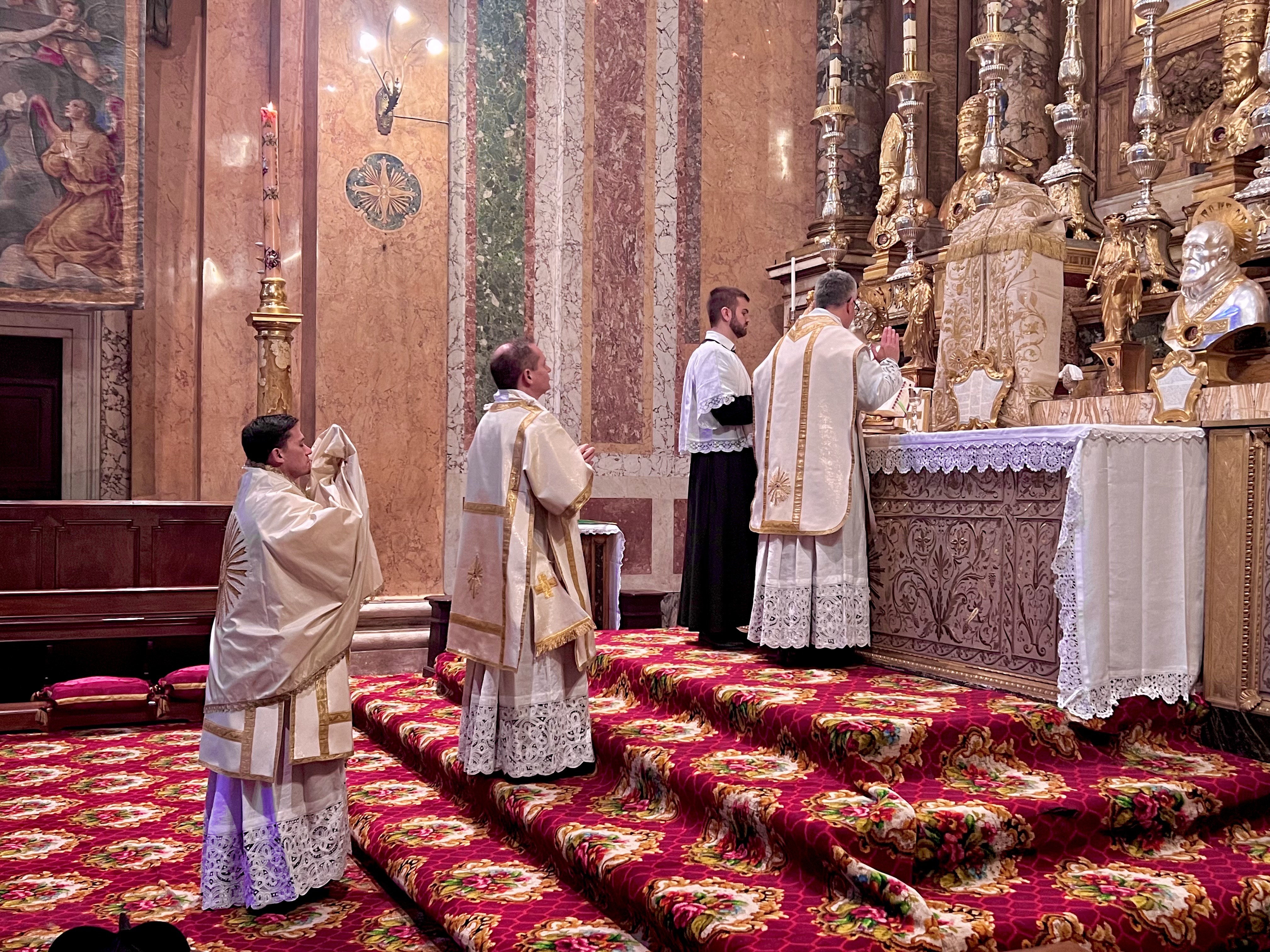
Messa solenne nel rito tridentino nella parrocchia romana della Santissima Trinità dei Pellegrini

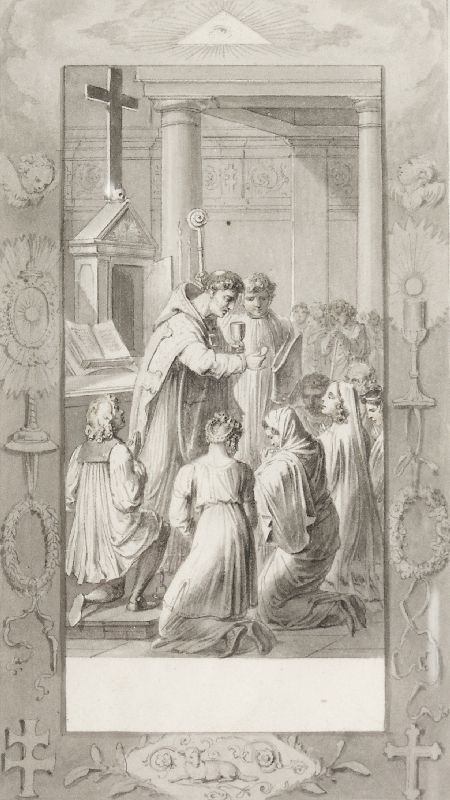
Stampa (ca. 1800) raffigurante la comunione dei fedeli durante la messa, che prima del decreto Sacra tridentina del 1905 si faceva raramente

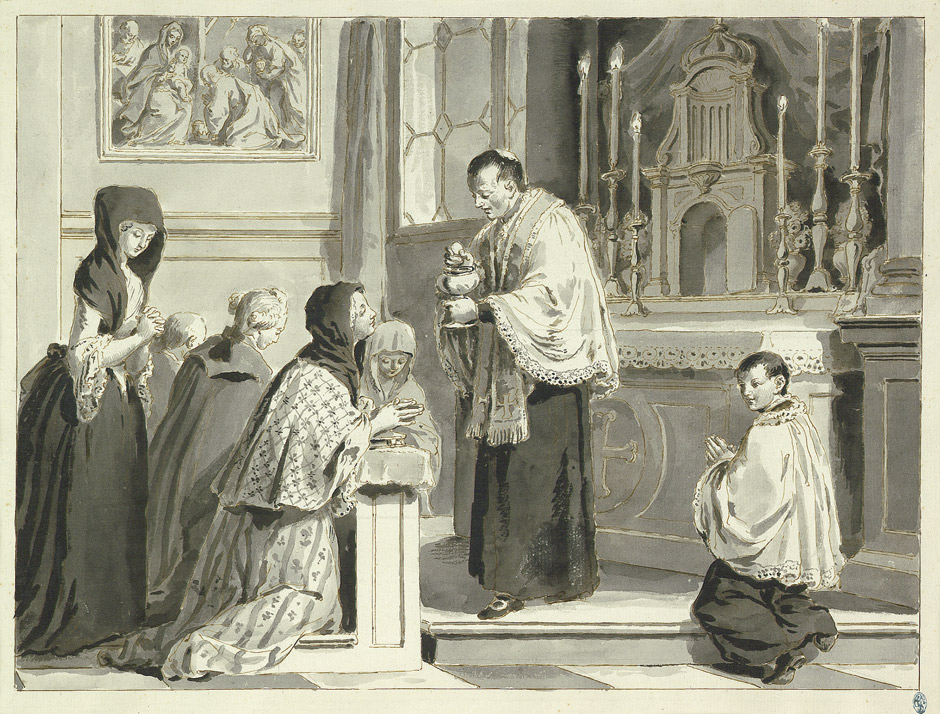
L'Eucaristia, da una serie sui Sette Sacramenti (1779), di Pietro Antonio Novelli (1729-1804)

Nella liturgia cattolica, la Messa Tridentina o Vetus Ordo è quella forma della celebrazione eucaristica del rito romano che segue il Messale Romano promulgato da papa Pio V nel 1570 a richiesta del Concilio di Trento, che trasmette la liturgia in uso a Roma, il cui nucleo risale al III-IV secolo. Fu mantenuta, con modifiche minori, nelle edizioni successive del Messale Romano fino a quella promulgata da papa Giovanni XXIII nel 1962, precedente alla revisione ordinata dal Concilio Vaticano II. Per secoli fu la forma della liturgia eucaristica della maggior parte della Chiesa latina, fino alla pubblicazione dell'edizione del Messale promulgata da papa Paolo VI nel 1969 a seguito del Concilio Vaticano II.
Considerata forma extraordinaria del rito romano dal motu proprio Summorum Pontificum di papa Benedetto XVI del 2007, l'usus antiquior del rito romano ha avuto una nuova diffusione fino al 2021, quando il motu proprio Traditionis custodes di papa Francesco ha reso l'uso del Messale del 1962 soggetto alla supervisione del vescovo diocesano e ha sancito che il Messale riformato dopo il Concilio Vaticano II è «l'unica espressione della lex orandi del Rito romano».
La Santa Sede permette ad alcuni istituti di adoperare l'edizione del 1962 del Messale Romano, e il vescovo diocesano può permettere il suo uso nella propria diocesi. Così generalmente per "messa tridentina" si intende la specifica forma di questo Messale Romano. Per intendere più generalmente il rito romano prima della sua riforma è frequente l'espressione usus antiquior e in italiano "rito romano antico".

## Nomenclatura

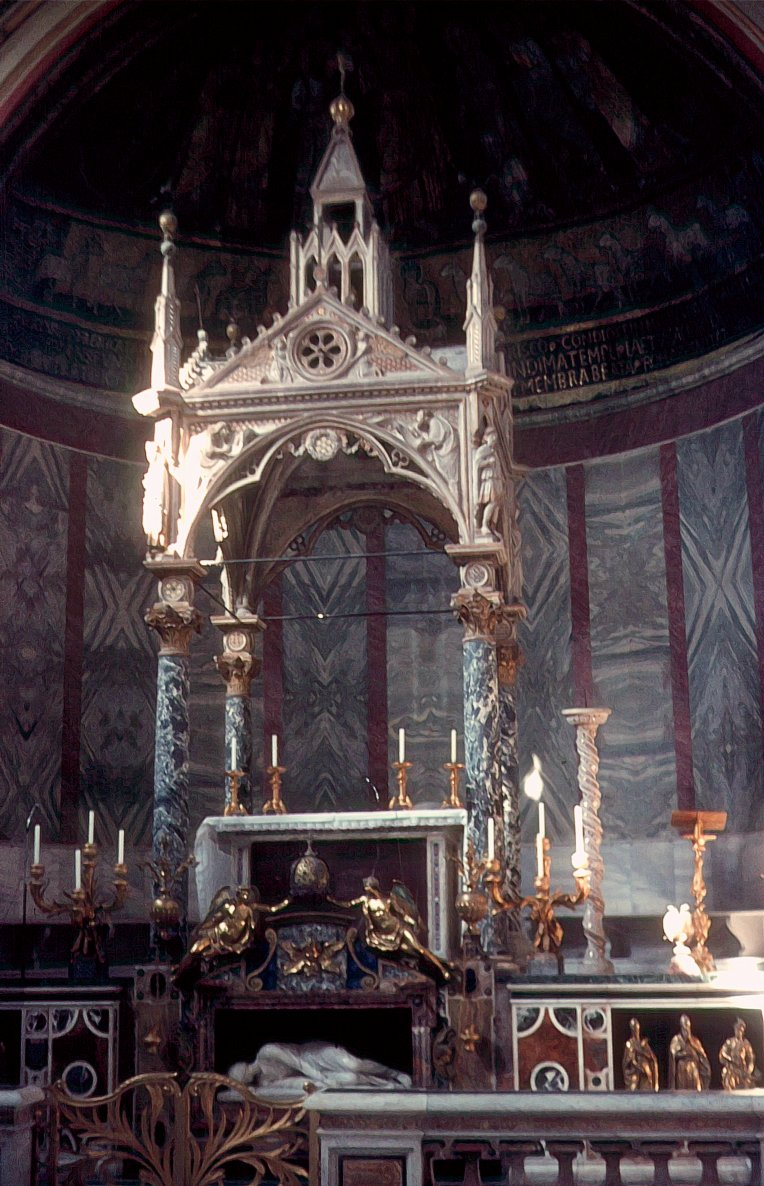
Altare della basilica di Santa Cecilia in Trastevere, una delle tante antiche chiese di Roma nelle quali il sacerdote celebrante all'altare guardava verso oriente e allo stesso tempo verso il popolo

Papa Benedetto XVI dichiarò che le due edizioni del Messale Romano prima e dopo il Concilio Vaticano II non sono riti distinti, ma due usi dell'unico rito, deprecando così le espressioni "rito antico" o "rito tradizionale" in relazione alla forma antica. La Pontificia commissione "Ecclesia Dei" nel parlare dell'edizione 1962 ha usato qualche volta l'espressione usus antiquior (l'uso più antico). Anche la Congregazione per la dottrina della fede ha usato lo stesso termine. Alcuni, inglobando forme ancora più antiche (antiquiores), la chiamano "messa romana classica" o "messa di san Pio V" o anche, ma inappropriatamente, "messa in latino": anche la liturgia rivista del 1969 può essere celebrata in tale lingua (le editiones typicae, cioè quelle di riferimento, del Messale Romano rimangono in latino). Più raramente se ne parla come "Vetus Ordo Missæ" in contrapposizione al termine "Novus Ordo Missæ" con cui alcuni a volte indicano il rito romano riformato dopo il Concilio Vaticano II (propriamente parlando, però, l'Ordo Missae non è la messa nella sua totalità, ma solo quella parte invariabile o quasi, che si chiama anche "Ordinario della messa").
Alcuni usano l'espressione "messa gregoriana" per indicare che la forma tridentina risale nelle linee essenziali alla liturgia di papa Gregorio I (e oltre). Questa espressione però si presta a essere confusa con le "messe gregoriane" o "ciclo gregoriano", la pia pratica della celebrazione ininterrotta di trenta messe per trenta giorni consecutivi in suffragio dell'anima dello stesso defunto.
Nella lettera di accompagnamento del suo motu proprio, papa Benedetto XVI dichiarò che, con la promulgazione nel 1969 del nuovo Messale Romano, l'ultima edizione tridentina, quella del 1962, "non fu mai giuridicamente abrogata e, di conseguenza, in linea di principio, restò sempre permessa". Il suo uso era circoscritto per lo più ad alcuni sacerdoti anziani e, più tardi, ai membri di certe fraternità, quali la Fraternità sacerdotale San Pietro. In Inghilterra e Galles, il suo uso, ma con modifiche introdotte nel 1965 e nel 1967, era concesso a gruppi che ne facessero richiesta per occasioni speciali, e nel 1984 papa Giovanni Paolo II, con l'indulto Quattuor abhinc annos, autorizzò i vescovi diocesani a permetterne una più diffusa celebrazione.
Questi provvedimenti furono superati da papa Benedetto XVI con il menzionato motu proprio, con il quale estese a qualsiasi sacerdote della Chiesa latina il diritto di celebrare, sia privatamente sia pubblicamente, la messa secondo il Messale Romano del 1962. Il motu proprio Summorum Pontificum (e le relative istruzioni concernenti la sua applicazione emanate dalla Pontificia commissione "Ecclesia Dei" fino alla sua soppressione avvenuta il 17 gennaio 2019) restò la normativa della Chiesa Cattolica sull'uso della «forma straordinaria» del rito romano dal 14 settembre 2007 fino al 16 luglio 2021, quando papa Francesco, con il motu proprio Traditionis custodes, ha rivisto completamente la normativa con effetto immediato, affermando: "I libri liturgici promulgati dai santi Pontefici Paolo VI e Giovanni Paolo II, in conformità ai decreti del Concilio Vaticano II, sono l’unica espressione della lex orandi del Rito Romano" e riservando esclusivamente al vescovo diocesano, come prima del 2007, la facoltà di permettere nella sua diocesi l'uso del messale del 1962.

## Storia

### Origini del rito romano
Il Messale tridentino è stato lo «sbocco finale di una lunga evoluzione, che [...] si riannoda essenzialmente alla tradizione più antica della Chiesa romana».
Le origini del rito romano possono essere fatte risalire al III secolo. A questo secolo risale la Traditio apostolica, un testo che presenta come apostolici tanti usi propri della liturgia romana e in realtà comuni anche ad Antiochia e ad Alessandria. Almeno al IV secolo risale il canone romano, che fu sviluppato nel V secolo con l'introduzione del Sanctus, elemento proveniente dalla liturgia antiochena, del Communicantes, del Nobis quoque peccatoribus e dell'Hanc igitur, di cui fu probabilmente compilatore papa Leone I. Fra il III e il V secolo a Roma furono inseriti nella liturgia nuovi elementi, che conferirono alla Messa un'impronta esteriore più decorativa e solenne. Papa Damaso I nella seconda metà del IV secolo favorì il graduale passaggio dal greco al latino, non più traducendo ma componendo nuove epigrafi, che formeranno raccolte di orazioni dette eucologie. In un lungo periodo di tempo che va dal III al IX secolo, furono introdotti formulari che differenziavano la Messa nei diversi giorni dell'anno, sia in relazione al tempo liturgico, con l'organizzazione della Quaresima e dell'Avvento compiuta nel V secolo, sia in relazione al culto liturgico dei martiri, che ha origine nel III secolo, con un numero di messe crescenti nei secoli successivi, ma anche con l'introduzione del Commune Sanctorum a partire dal VI-VII secolo, e la celebrazione di messe votive a partire dal IV secolo.
I più antichi libri liturgici che si sono tramandati sono l'Ordo romanus I, redatto dopo il pontificato di papa Sergio I (687-701), ma che contiene parti di un ipotetico Ordo Missae del tempo di papa Gregorio I (590-604), successivamente rimaneggiate, e il Capitulare ecclesiastici ordinis, contemporaneo dell'Ordo Romanus I, il cui autore sarebbe Giovanni arcicantore, inviato in Inghilterra da papa Agatone nel 680. Questi libri descrivono la Messa stazionale celebrata solennemente dal papa. La Messa pontificale è essenzialmente l'antica Messa stazionale descritta nell'Ordo Romanus I, al di là di alcune specificità che riguardano strettamente la figura papale.
Dalla Messa del vescovo deriva la messa parrocchiale, la cui origine si deve alla diffusione della vita liturgica dalla città episcopale alle chiese rurali, a cui il vescovo inviava dei sacerdoti come suoi delegati. Più tardi furono istituite anche parrocchie urbane. Il popolo della parrocchia nel Medioevo era tenuto a partecipare alla Messa parrocchiale, finché papa Leone X nel 1517, con la costituzione Intelleximus, stabilì che anche i fedeli che ascoltavano la Messa nelle chiese degli ordini mendicanti, che si erano notevolmente diffusi nei secoli precedenti, soddisfacevano al precetto festivo. La Messa celebrata da un presbitero poteva essere cantata, con la presenza di un diacono e di un lettore, a cui dopo l'XI secolo si aggiunge il suddiacono: da questo tempo in avanti la Messa cantata viene chiamata anche Missa solemnis. La parte musicale ebbe un grande sviluppo in epoca carolingia. Accanto alla messa cantata era celebrata pure la Messa letta o privata, in cui il celebrante recitava tutte le parti che competono al diacono, al suddiacono e alla Schola cantorum: sebbene questa prassi fosse già presente nei primi secoli, divenne comune nel VII secolo. Dalla prassi della Messa letta viene l'uso, che è durato dal XII secolo fino al 1962, che il celebrante reciti privatamente le parti affidate ad altri anche nella Messa solenne, come l'introito, il Kyrie, il Gloria, il Credo, il Sanctus, l'Agnus Dei, l'Epistola e il Vangelo.

### Rito romano nel Medioevo
Lo sviluppo del rito romano nel Medioevo si concentra intorno a tre momenti - l'introito, l'offertorio e la comunione - attraverso l'aggiunta di nuove orazioni, che sono inserite dove terminano o incominciano le parti principali, rispettando l'integrità della Messa antica. Queste orazioni sono l'espressione dei sentimenti personali del sacerdote, pertanto hanno un carattere privato, sono espresse al singolare e recitate a bassa voce, senza intervento dell'assemblea, e per il loro contenuto sono collettivamente chiamate apologie. Il Memento dei morti è assente nel Sacramentario gelasiano e nelle fonti precedenti, ma Giovanni arcicantore testimonia che fosse recitato nei giorni feriali; solo dall'inizio del IX secolo fu aggiunto anche nelle Messe della domenica. Le apologie si sviluppano a partire dall'VIII secolo fino alla prima metà del XII secolo.
Nell'VIII e nel IX secolo si introdusse a Roma l'orientamento, per cui il sacerdote sta dalla stessa parte dell'altare dove sta anche il popolo.
Un importante momento per la liturgia romana si ebbe quando Carlo Magno richiese ad Alcuino di copiare i testi liturgici romani, per adottarli in tutto il Sacro Romano Impero. L'estensione della liturgia romana, mista con elementi gallicani, a buona parte del mondo latino fu favorita dai monaci dell'abbazia di Cluny nell'XI secolo e anche a Roma. Gli Ordines romani dal III al X, ma anche il XV e il XVII, presentano adattamenti della liturgia eucaristica romana ad uso di cattedrali e chiese monastiche fuori Roma, integrandovi alcune tradizioni franche e germaniche: la composizione del clero, l'orientamento delle chiese, la benedizione episcopale prima della comunione e certe vesti liturgiche. Nell'Ordo Romanus V compaiono usanze franche: il canto della sequenza, il Credo, l'inserimento dell'Orate fratres. I libri liturgici di origine romana subirono al di là delle Alpi adattamenti, rimaneggiamenti e completamenti. Da tali trasformazioni nacquero libri liturgici nuovi, come il Sacramentario gelasiano. Infine nacque il Messale, un libro unico per la celebrazione della Messa, che riuniva l'epistolario, l'evangeliario, l'antifonario e il sacramentario, presentando formulari di Messe completi.
Le preghiere ai piedi dell'altare furono introdotte nel X secolo.
Nell'XI secolo si introdusse anche a Roma l'uso di cantare il Credo, già diffuso in molti luoghi anche in Italia.
Le apologie dell'offertorio furono introdotte stabilmente nella Messa romana nel XIII secolo. Ancora sotto Innocenzo III, al principio del secolo, l'offertorio si svolgeva in silenzio. L'orazione Suscipe che contiene la frase hanc immaculatam hostiam è di origine gallicana e si trova per la prima volta nel libro di preghiere di Carlo il Calvo del IX secolo. Questa orazione e tutte le orazioni all'offertorio sono chiamate impropriamente Piccolo canone, perché introducono i concetti che verranno espressi compiutamente nel canone eucaristico.
Nell'alto medioevo si eseguiva la frazione del pane al canto dell'Agnus Dei L'Agnus Dei era stato introdotto da papa Sergio I nel VII secolo per accompagnare il rito della frazione del pane, che era complesso: vescovi, preti e diaconi si affaccendavano a dividere il pane consacrato in bocconi e a inserirlo in sacchetti di lino tenuti aperti dagli accoliti.. Subito dopo si faceva la comunione e si metteva nel calice (azione chiamata "commixtio") un frammento del pane spezzato. Nella messa tridentina è invece durante l'embolismo che il sacerdote spezza l'ostia; poi con il frammento in mano fa il segno della croce tre volte sul calice dicendo "Pax Domini sit semper vobiscum"; poi esegue la commixtio e dice tre volte Agnus Dei battendosi ogni volta il petto.
Ancora all'inizio del XIII secolo a Roma all'Orate fratres non seguiva una risposta da parte dei fedeli, secondo quanto ancora si osserva nella Messa dei presantificati. Il Suscipiat fu introdotto con il Messale francescano nel corso del XIII secolo, ma la prima formula della risposta si trova già nel Sacramentario d'Amiens del IX secolo.
L'Ordo Missae originariamente elaborato per l'uso della Corte pontificia divenne la prassi ufficiale della Chiesa e finì per prevalere su tutti gli altri, soprattutto per l'opera dei francescani, che vollero attenersi non al rito delle Chiese locali ma, ovunque fossero, al rito della Chiesa romana, secondo quanto stabilito dal ministro generale Aimone di Faversham nel capitolo tenuto a Bologna nel 1243. Anche se l'uso francescano differiva in pochi punti dalla Messa romana, fu importante per l'omologazione delle liturgie locali alla liturgia romana.
Il primo Missale Romanum a stampa fu pubblicato nel 1474, basandosi sul Codice ottoboniano della seconda metà del XIII secolo.

### Primo Messale tridentino

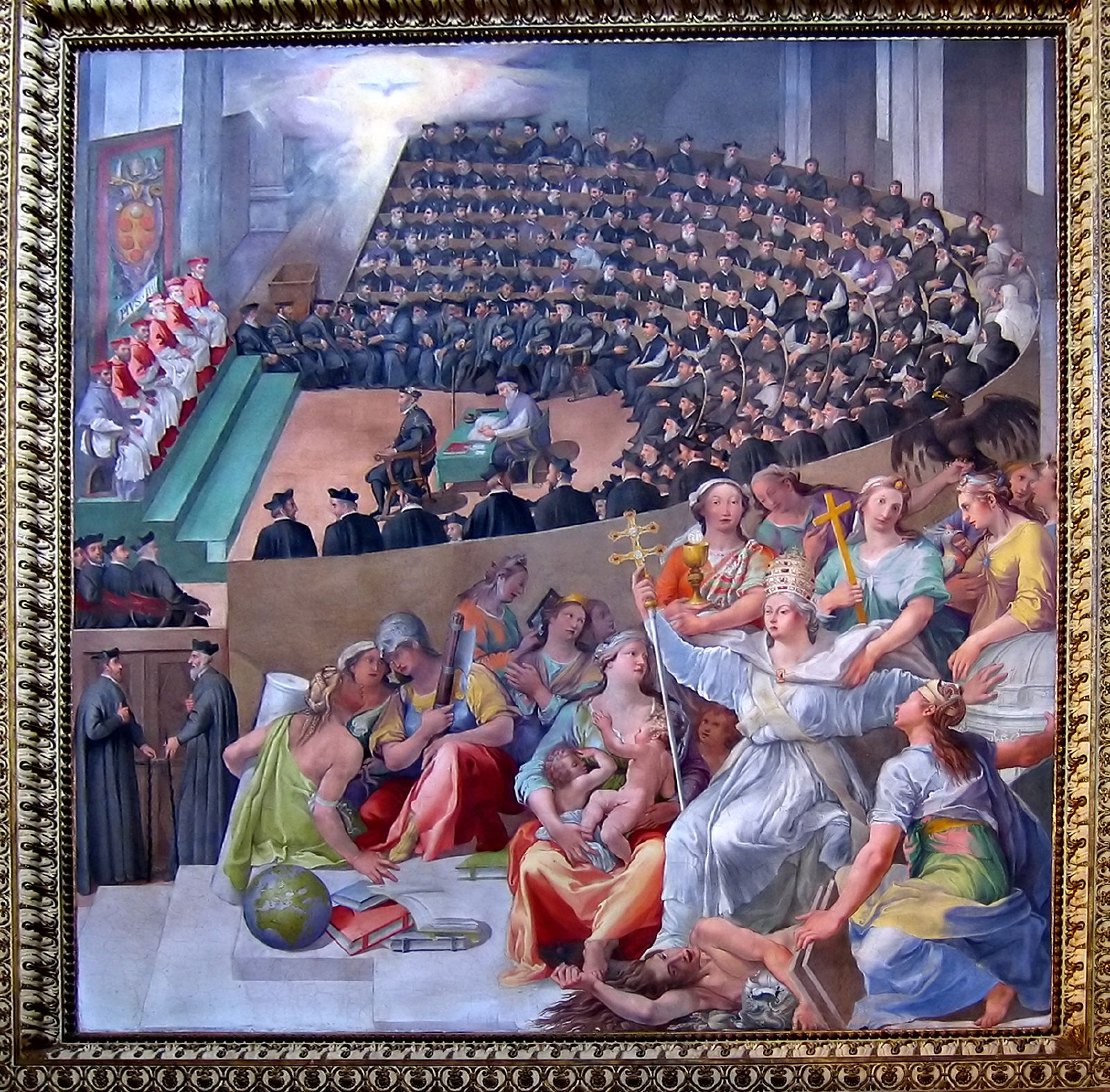
Sessione del Concilio di Trento. Dipinto di Pasquale Cati nella Basilica di Santa Maria in Trastevere.

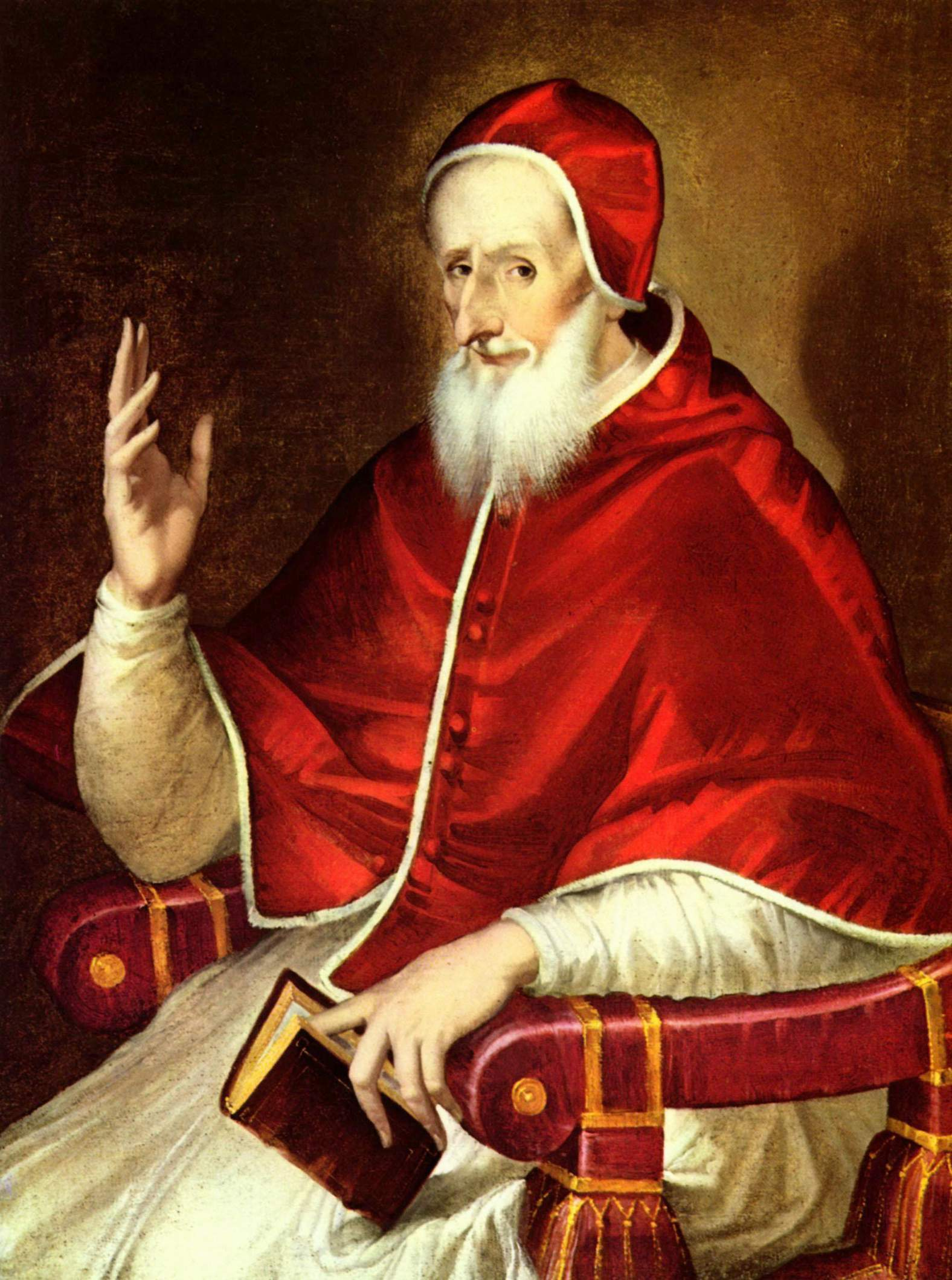
Papa Pio V

Il Concilio di Trento, nell'ultimo giorno della sua attività, 4 dicembre 1563, decretò che le conclusioni dei vescovi incaricati della censura dei libri, del catechismo, del messale e del breviario fossero presentate al papa, "perché secondo il suo giudizio e la sua autorità quello che essi avevano fatto fosse portato a termine e pubblicato". Papa Pio IV pubblicò il 24 marzo 1564 la revisione dell'Indice dei libri proibiti. Il suo successore, papa Pio V, pubblicò nel 1566 il Catechismo del Concilio di Trento; in seguito, il 9 luglio 1568, pubblicò il Breviario romano e finalmente, con la bolla Quo primum tempore del 14 luglio 1570, riferendosi a quello che aveva già fatto per il Catechismo e il Breviario, pubblicò il Missale Romanum ex decreto Sacrosancti Concilii Tridentini restitutum Pii V Pont. Max. iussu editum.
Nel primo capoverso di questa bolla, il papa dichiarò che "sommamente conviene che uno solo sia il rito per celebrare la Messa". Conseguentemente ordinò che in tutte le chiese locali, fatte salve le liturgie che avessero più di duecento anni, la messa "non potrà essere cantata o recitata in altro modo da quello prescritto dall'ordinamento del Messale da [lui] pubblicato". Questo decreto papale fu generalmente accettato senza difficoltà: erano poche le diocesi (e gli istituti religiosi) che potevano dedicare le necessarie risorse alla conservazione delle proprie tradizioni liturgiche, come le potenti sedi di Braga, Toledo, Milano, Lione, Colonia, Treviri.
Nella stessa bolla Pio V dichiarò che i periti da lui incaricati avevano "infine restituito il Messale stesso nella sua antica forma secondo la norma e il rito dei santi Padri". Si riconosce generalmente che il testo del messale di Pio V fu basato essenzialmente su quello pubblicato quasi esattamente cento anni prima nel Missale Romano stampato a Milano nel 1474, 24 anni dopo l'invenzione della stampa, e che già conteneva diversi testi, quali le preghiere ai piedi dell'altare, incorporati anche nel Messale Romano del 1570. Altra fonte utilizzata nel Messale del 1570 nel comporre il Ritus servandus in celebratione Missarum (in edizioni più recenti chiamato Ritus servandus in celebratione Missae) fu l'Ordo Missae secundum ritum sanctae romanae ecclesiae di Johannes Burckardt (1498 ed edizioni posteriori).

### Modifiche successive

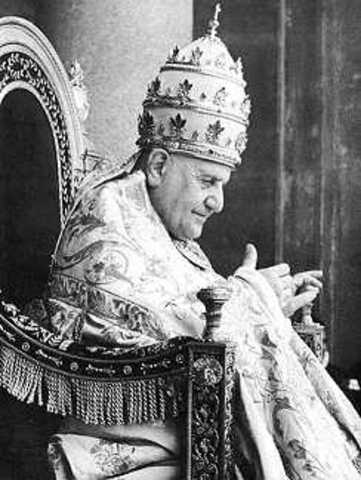
Papa Giovanni XXIII

Dal 1570 al 1969 il Messale Romano rimase in gran parte invariato. Vi furono ripetuti cambiamenti riguardanti la classifica delle messe e l'aggiunta di nuove celebrazioni nel calendario: solo di rado furono cambiate le parti dell'Ordinario della messa.
L'edizione di papa Clemente VIII nel 1604, a 34 anni dalla prima edizione, rivide il lezionario per adeguarlo all'edizione della Vulgata da lui pubblicata nel 1592. Abolì alcune preghiere che il Messale del 1570 obbligava il sacerdote a dire entrando in chiesa; accorciò le due preghiere dopo il Confiteor; ordinò che il sacerdote pronunciasse (sottovoce) le parole Haec quotiescumque feceritis, in meam memoriam facietis ("Fate questo in memoria di me") dopo la consacrazione del calice, non più mentre mostra il calice al popolo, ma mentre si genuflette prima di mostrarlo; inserì in più punti del Canone indicazioni che il sacerdote deve pronunciare le parole in modo impercettibile; soppresse la norma che, nella Messa solenne, il sacerdote, anche se non vescovo, impartiva la benedizione finale con tre segni di croce; e riscrisse le rubriche, introducendo, ad esempio, il suono di una campanella.
Altre variazioni furono apportate da papa Urbano VIII nel 1634.
Nel XVIII secolo, insieme al fiorire dello stile neoclassico nell'arte, anche la liturgia si pose l'obiettivo di tornare a una "antichità cristiana". Acquisirono maggiore importanza gli studi storici, in particolare patristici, e la teologia pastorale, mentre alcuni eccessi del culto eucaristico e del culto dei santi furono stigmatizzati. Questa tendenza non produsse innovazioni nel Messale, tuttavia alcuni abusi furono significativi, come quelli del cosiddetto "rito di Asnières". Il parroco di Asnières-sur-Seine Jacques Jubé a partire dal 1701 celebrò una Messa bassa in cui i fedeli recitavano Gloria, Credo e Sanctus e il canone veniva letto ad alta voce; era prevista anche una processione offertoriale con frutta e verdura e le statue dei santi furono eliminate.
Il 6 gennaio 1884, Leone XIII estese a tutte le nazioni le preci (tre Ave Maria, un Salve Regina e un'orazione particolare) al termine delle messe celebrate senza canto, già recitate negli Stati ex-pontifici a partire dal 1859. Due anni più tardi, nel 1886, fu modificata tale orazione per farne una preghiera per la conversione dei peccatori e per "la libertà e l'esaltazione della santa Madre Chiesa", e fu aggiunta una preghiera a san Michele Arcangelo. Nel 1904, papa Pio X aggiunse tre "Cuore santissimo di Gesù, abbi pietà di noi" da recitare facoltativamente. Tali preci leonine, però, non fecero mai parte della messa.
Il XX secolo ha visto modifiche della Messa tridentina operate in particolare da papa Benedetto XV, papa Pio XII e papa Giovanni XXIII.
Nel 1955, regnando Pio XII, furono modificati sensibilmente i riti della Settimana santa, in specie quelli della benedizione dei rami nella Domenica delle Palme e nel triduo pasquale, ove, fra le altre modifiche, fu abolita la menzione dell'imperatore nel rito del Venerdì Santo, e nel rito della Vigilia Pasquale fu introdotto il rinnovamento delle promesse battesimali nella lingua del popolo.

### Messale Romano del 1962
Il Messale Romano promulgato da papa Giovanni XXIII nel 1962 differisce dalle precedenti edizioni in vari punti:
- Incorpora la modifica operata da Giovanni XXIII nel canone della Messa inserendo il nome di San Giuseppe.
- Si abolisce il Confiteor da recitarsi prima della comunione dei fedeli (conservando i due Confiteor delle preghiere iniziali).
- Si sostituisce la recita dell'Ultimo Vangelo della festa non prevalente[70], con il Prologo del Vangelo secondo Giovanni in tutte le Messe[71]
- Si abolisce la recita dell'Ultimo Vangelo in alcune messe.
- Incorpora la riforma della Settimana Santa approvata da papa Pio XII nel 1955, soprattutto per la Domenica delle palme e per il Triduo pasquale:
  - Si aboliscono le cerimonie per cui nella Domenica delle palme la benedizione delle palme assomigliava a una Messa, con Epistola, Vangelo, Prefazio e Sanctus; si sopprimono i tre colpi alla porta chiusa della chiesa prima di entrare dopo la benedizione e la distribuzione delle palme; omissione delle preghiere ai piedi dell'altare e dell'Ultimo Vangelo.
  - Il Giovedì santo la cerimonia della lavanda dei piedi (Mandatum) è incorporata nella messa; se la fa un vescovo, sono lavati i piedi a 12 uomini, non 13; la messa si celebra la sera invece che la mattina e alcune delle preghiere sono abolite o modificate.
  - Il Venerdì Santo, al posto della celebrazione mattutina della liturgia dei presantificati, durante la quale il sacerdote da solo riceveva l'ostia consacrata precedentemente e beveva vino non consacrato in cui metteva una piccola parte dell'ostia consacrata, si deve fare la celebrazione della Passione che termina con una santa comunione di breve durata. Sono rimossi gli elementi che suggerivano una messa: presentazione delle offerte, incensazione dell'altare, lavabo, Orate fratres, la frazione di un'ostia grande. Invece, all'inizio della liturgia i sacri ministri portano il camice e (per il sacerdote e il diacono) stole nere, anziché la pianeta nera per il sacerdote e pianete plicate per il diacono e il suddiacono, poi indossano i paramenti (ma senza manipolo) per quella parte alla quale è stato dato il nuovo nome di Intercessioni solenni o Preghiera dei fedeli (in cui il sacerdote indossa un piviale al posto della pianeta) e li tolgono per l'adorazione della Croce; i sacri ministri poi si mettono i paramenti violacei (sempre senza manipoli) per la novità della distribuzione generale della Santa Comunione. Alle intercessioni solenni sono dati nuovi testi e a quella per gli ebrei (Oremus et pro perfidis Judaeis) è aggiunto "Oremus. Flectamus genua. Levate", che precedentemente era omesso perché ricordava lo scherno dei giudei verso il Signore[72].
  - La Veglia pasquale è spostata dalla mattina del Sabato Santo alla notte seguente; è abolito l'uso del tricerio o arundine e sono apportate altre modifiche sia alle cerimonie iniziali incentrate sul Cero pasquale, sia ad altre parti (per esempio, si sono ridotte da dodici a quattro le profezie lette), e si è introdotto il "rinnovo della promesse battesimali" da parte dei fedeli: qui per la prima volta nella messa tridentina si può usare il volgare.
- Si abolisce la recita privata da parte del sacerdote delle letture proclamate dal diacono e dal suddiacono.
- Si toglie dalla Preghiera per gli ebrei nel Venerdì Santo l'aggettivo perfidis, spesso erroneamente inteso come "perfidi" anziché "non credenti".
- incorpora le modifiche apportate alle rubriche dal decreto Cum nostra del 1955 di papa Pio XII, che includevano:
  - Abolizione delle vigilie tranne quelle di Pasqua, Natale, Ascensione, Pentecoste, Santi Pietro e Paolo, San Giovanni Battista, San Lorenzo e l'Assunzione di Maria;
  - Abolizione delle ottave tranne quelle di Pasqua, Natale e Pentecoste.
  - Riduzione delle collette a un massimo di tre nelle messe basse, una nelle messe solenni.
- Incorpora nel calendario delle messe i cambiamenti decretati sia da Pio XII nel 1955 sia dallo stesso Giovanni XXIII con il Codice delle Rubriche del Breviario e del Messale Romano nel 1960, fra i quali:
  - soppressione della "Solennità di San Giuseppe Sposo della Beata Vergine Maria" (mercoledì dopo la seconda domenica dopo Pasqua) e sua sostituzione con la festa di "San Giuseppe Artigiano" (1º maggio);
  - rimozione di alcune feste: la Cattedra di San Pietro a Roma (18 gennaio), l'Invenzione della Santa Croce (3 maggio), San Giovanni davanti alla Porta Latina (6 maggio), l'Apparizione di San Michele (8 maggio), San Pietro in Vincoli (1º agosto), e l'Invenzione delle Reliquie di Santo Stefano (3 agosto);
  - aggiunta di feste come quella della Regalità di Maria Santissima (31 maggio).
- Si muta il prefazio per la festa del Corpus Domini.[73]
- Si sostituiscono due sezioni introduttive del Messale Romano, Rubricae generales Missalis (Rubriche generali del Messale) e Additiones et variantes in rubricis Missalis ad normam Bullae "Divino afflatu" et subsequentium S.R.C. Decretorum (Aggiunte e modifiche alle Rubriche del Messale a norma della Bolla Divino afflatu e ai successivi decreti della Sacra Congregazione dei Riti) con il testo delle Rubriche generali e delle Rubriche generali del Messale Romano, due sezioni del Codice delle Rubriche del 1960.
- Si introducono alcune modifiche nel Ritus servandus, ad esempio si abolisce la norma che specificava che il sacerdote, nell'estendere le mani davanti al petto nelle orazioni, doveva far sì che la palma dell'una guardasse verso l'altra e che le dita non dovevano elevarsi più in alto delle spalle né estendersi più ampiamente.

### Concilio Vaticano II
Il Concilio Vaticano II, tra gli altri argomenti, trattò della liturgia. I padri richiesero una revisione del messale e ne tracciarono i princìpi generali nella costituzione Sacrosanctum Concilium: in essa si chiedeva che fossero semplificati i riti (togliendo le duplicazioni), fossero introdotti un numero maggiore di brani scritturali e una qualche forma di preghiera dei fedeli e che la lingua latina fosse conservata nei riti latini, pur concedendo "una parte più ampia, specialmente nelle letture e nelle ammonizioni, in alcune preghiere e canti". Riguardo alla musica liturgica, furono espressamente indicate come forme di canto privilegiate per il Rito romano il gregoriano e, secondariamente, la polifonia. Terminato il Concilio, fu dunque formata una commissione per attuare la riforma liturgica della messa. Nel 1964 con l'istruzione Inter oecumenici e di nuovo nel 1967 con l'istruzione Liturgicae instaurationes il lavoro della commissione permise di indicare adattamenti in attesa dell'edizione del nuovo Messale Romano; alcune conferenze episcopali pubblicarono messali provvisori: un messale edito nel 1965 e in parte modificato nel 1967, in cui furono introdotte la preghiera dei fedeli e la possibilità di recitare in volgare, oltre alle letture, anche diverse parti dell'Ordinario. Il pontefice concesse l'uso dell'antico rito ai sacerdoti che, in là con gli anni, avrebbero trovato difficoltà ad imparare una nuova forma di liturgia: tra questi, Josemaría Escrivá de Balaguer, fondatore dell'Opus Dei e padre Pio da Pietrelcina.
La Commissione continuò il suo lavoro fino a giungere alla formulazione di un definitivo nuovo Messale nel 1969, pubblicato in latino, sulla base del quale le conferenze episcopali produssero le proprie versioni in lingua nazionale.
L'abolizione di moltissimi gesti cerimoniali, inchini, e preghiere, l'inserimento di nuove preghiere eucaristiche, la soppressione di molte invocazioni di santi, il maggior spazio dato all'ascolto della sacra scrittura ora letta ai fedeli in lingua volgare, la modifica delle formule dell'Offertorio e diversi altri rifacimenti fecero del nuovo messale un libro liturgico che si distaccava moltissimo dal Messale del 1962 e andava oltre le indicazioni contenute nella costituzione Sacrosanctum Concilium, suscitando nel mondo cattolico diverse reazioni sia favorevoli sia sfavorevoli.
Oltre alle modifiche legate al Messale e alla lingua latina nelle chiese si iniziò a realizzare l'adeguamento liturgico.

### Introduzione del nuovoMessale Romanoe situazione attuale

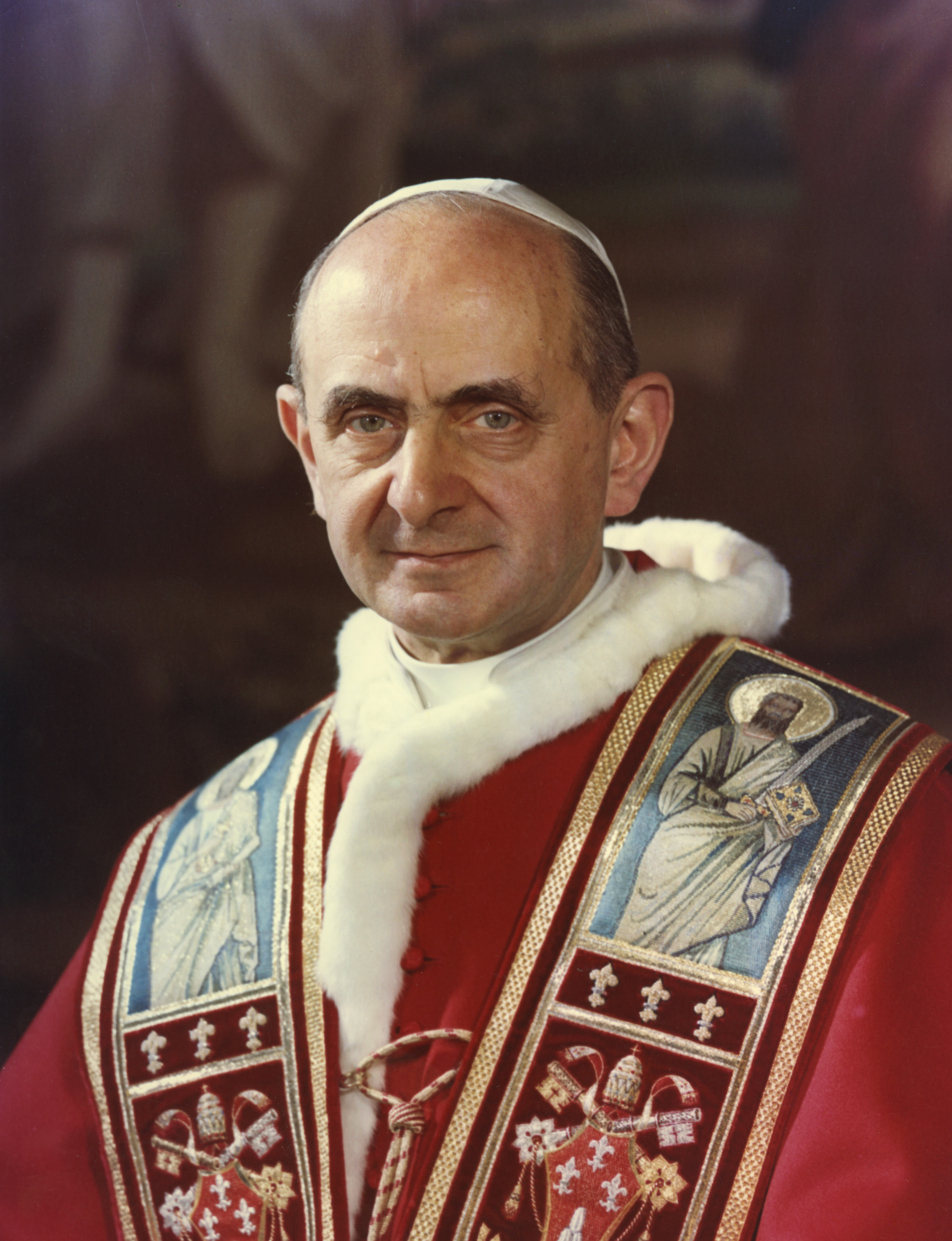
Papa Paolo VI

Papa Paolo VI, con la costituzione apostolica Missale Romanum del 3 aprile 1969, promulgò una nuova editio typica del Messale Romano, del quale un'edizione provvisoria dell'Ordinario della messa fu pubblicato subito, estendendone l'uso, in latino, a tutta la Chiesa latina in sostituzione di quello del 1962. Il messale intero con il Proprium de tempore e il Proprium sanctorum apparve il 26 marzo 1970 (in latino), sostituendo l'editio typica del 1962. La preparazione di versioni integrali del messale nelle varie lingue richiese più tempo.
La nuova edizione era intitolata Missale Romanum ex decreto sacrosancti oecumenici concilii vaticani II instauratum, auctoritate Pauli PP. VI promulgatum e non più, come in quelle precedenti, Missale Romanum ex decreto sacrosancti concilii tridentini restitutum seguito, nel caso dell'edizione 1962, da Summorum Pontificum cura recognitum o, nell'edizione 1920, da S. Pii V Pontificis Maximi jussu editum aliorum Pontificum cura recognitum a Pio X reformatum et Ssmi D.N. Benedicti XV auctoritate vulgatum.
Diversi elementi del nuovo messale erano stati già ufficialmente comunicati prima della sua pubblicazione, per esempio con l'istruzione Inter oecumenici del 1964, che rimosse totalmente la normativa secondo cui, nella messa tridentina, il sacerdote recita privatamente le parti del proprio cantate o dette dal coro o dal popolo, per esempio l'introito, (48 a), mentre non si unisce alle parti dell'ordinario riservate al coro o alla congregazione, come il canto del Kyrie eleison e (dopo le parole iniziali) del Gloria e del Credo (48 b), omettendo il Salmo 42, che nella forma tridentina si dice all'inizio della messa (48 c), facendo pronunciare ad alta voce la preghiera sulle offerte, la dossologia finale della preghiera eucaristica e l'embolismo del Padre nostro (48 f, h), e permettendo alla congregazione recitare il Padre nostro con il sacerdote anche fuori della Vigilia pasquale (48 g).
Contro la modifica del messale insorsero diversi gruppi di cattolici legati alla tradizione e nacquero anche alcune separazioni giuridico-canoniche in seno alla Chiesa. Tra i refrattari al cambiamento liturgico, spiccò l'arcivescovo francese Marcel Lefebvre, fondatore della Fraternità sacerdotale San Pio X; i seguaci di monsignor Lefebvre continuano a utilizzare il messale del 1962.
Con il beneplacito della Santa Sede nacquero la Fraternità sacerdotale San Pietro nel 1988, l'Amministrazione apostolica personale San Giovanni Maria Vianney nel 2001 e l'Istituto del Buon Pastore sorto nel 2006.
L'utilizzo da parte della Fraternità Sacerdotale San Pio X del messale del 1962 (che incorpora i cambiamenti fatti da Giovanni XXIII) e la menzione nel canone della messa del papa regnante fu oggetto di scisma di membri di essa, i quali fondarono istituti o congregazioni (sedevacantisti - sedeprivazionisti).

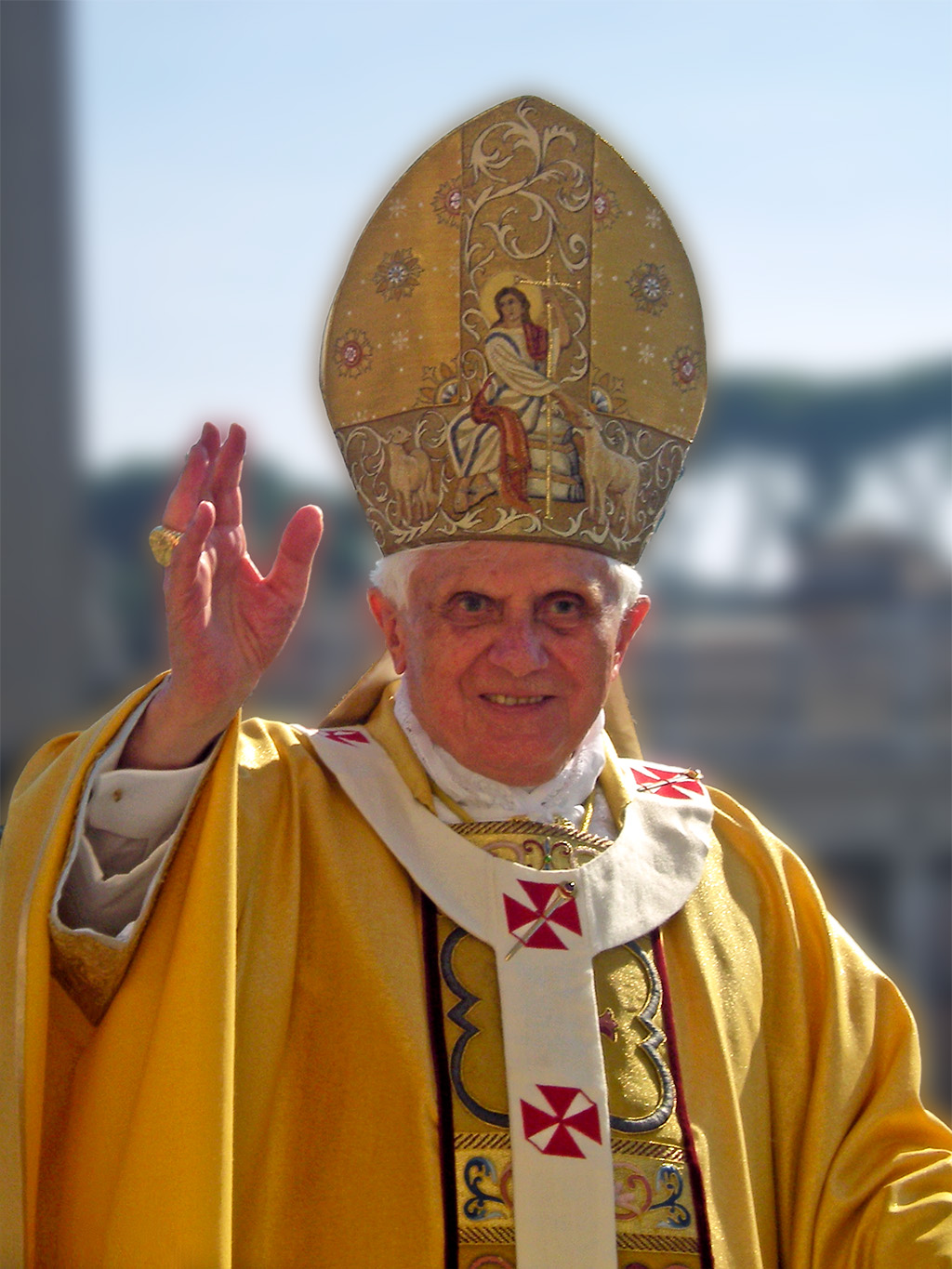
Papa Benedetto XVI

Per accogliere le richieste di quanti nella Chiesa avevano una sensibilità più vicina alla forma tridentina del rito romano, papa Giovanni Paolo II, con la lettera Quattuor abhinc annos della Congregazione per il Culto Divino del 1984 e con il suo motu proprio Ecclesia Dei afflicta del 1988 diede ai vescovi diocesani la possibilità di concedere, sotto certe condizioni, a chi ne avesse fatto domanda, l'uso del messale del 1962 e richiese agli stessi vescovi che fosse «ovunque rispettato l'animo di tutti coloro che si sentono legati alla tradizione liturgica latina, mediante un'ampia e generosa applicazione delle direttive, già da tempo emanate dalla Sede Apostolica, per l'uso del Messale Romano secondo l'edizione tipica del 1962»
Papa Benedetto XVI, il 7 luglio 2007, sostituì la normativa di Giovanni Paolo II e con il motu proprio Summorum Pontificum decise di permettere a tutti i sacerdoti latini la possibilità di utilizzare il messale del 1962 nelle messe celebrate senza il popolo, osservando che esso non fu mai giuridicamente abrogato, e autorizzò i parroci, senza dovere ricorrere al vescovo diocesano, di permettere per gruppi stabili la celebrazione della messa usando lo stesso messale del 1962.

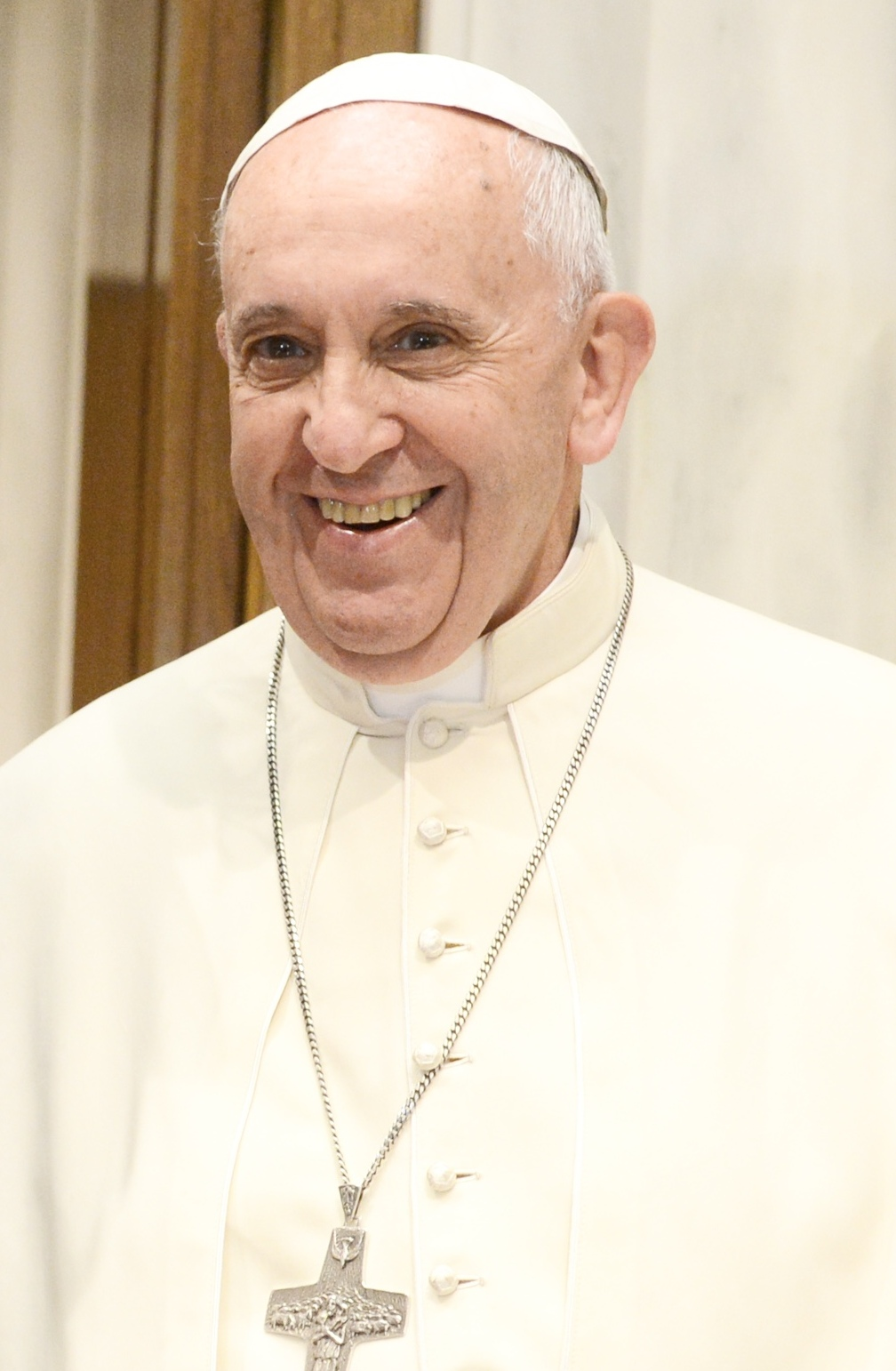
Papa Francesco

Il 22 febbraio 2020 la Congregazione per la Dottrina della Fede per ordine di papa Francesco pubblicò due decreti di aggiornamento dei libri liturgici in vigore nel 1962: con il decreto Quo magis sono stati approvati sette nuovi prefazi, già contenuti nel Messale di Paolo VI e Giovanni Paolo II, senza renderli obbligatori; con il decreto Cum sanctissima prevede la celebrazione facoltativa delle feste dei santi canonizzati dopo il 26 luglio 1960, il giorno dopo la promulgazione del Codice delle Rubriche del Breviario e del Messale Romano di Giovanni XXIII, celebrazione che può avere luogo "nel giorno in cui la Chiesa Universale ne celebra la memoria liturgica". Tra questi santi si trovano San Paolo VI e San Giovanni Paolo II, le cui memorie liturgiche sono indicate nelle più recenti edizioni del Martirologio Romano. Il decreto Cum sanctissima prevedeva un Supplementum al Proprium Sanctorum che doveva essere autorizzato dalla Santa Sede e che non è stato pubblicato prima del motu proprio Traditionis custodes, con cui la competenza in materia è passata alla Congregazione per il culto divino e la disciplina dei sacramenti.
Con il motu proprio Traditionis custodes papa Francesco ha disposto che: "I libri liturgici promulgati dai santi Pontefici Paolo VI e Giovanni Paolo II, in conformità ai decreti del Concilio Vaticano II, sono l’unica espressione della lex orandi del Rito Romano". Ha lamentato "un uso strumentale del Missale Romanum del 1962, sempre di più caratterizzato da un rifiuto crescente non solo della riforma liturgica, ma del Concilio Vaticano II, con l’affermazione infondata e insostenibile che abbia tradito la Tradizione e la “vera Chiesa”. Se è vero che il cammino della Chiesa va compreso nel dinamismo della Tradizione, «che trae origine dagli Apostoli e che progredisce nella Chiesa sotto l’assistenza dello Spirito Santo» (DV 8), di questo dinamismo il Concilio Vaticano II costituisce la tappa più recente, nella quale l'episcopato cattolico si è posto in ascolto per discernere il cammino che lo Spirito indicava alla Chiesa. Dubitare del Concilio significa dubitare delle intenzioni stesse dei Padri, i quali hanno esercitato la loro potestà collegiale in modo solenne cum Petro et sub Petro nel concilio ecumenico, e, in ultima analisi, dubitare dello stesso Spirito Santo che guida la Chiesa". E togliendo ai parroci le ampie facoltà concesse loro da Benedetto XVI ha dichiarato che è esclusiva competenza del vescovo diocesano autorizzare l'uso del Messale romano del 1962 nella diocesi, seguendo gli orientamenti dalla Sede Apostolica, orientamenti che includono la limitazione delle celebrazioni ai luoghi e agli orari determinati dal vescovo diocesano, il quale deve consultare la Santa Sede prima di concedere l'autorizzazione ai sacerdoti ordinati dopo il 16 luglio 2021. Determinò inoltre che "le norme, istruzioni, concessioni e consuetudini precedenti, che risultino non conformi con quanto disposto dal presente motu proprio, sono abrogate". Le indicazioni sulle eventuali concessioni diocesane sono finalizzate a provvedere "al bene di quanti si sono radicati nella forma celebrativa precedente e hanno bisogno di tempo per ritornare al Rito Romano promulgato dai santi Paolo VI e Giovanni Paolo II".

## Tipi di messa tridentina
Il Codice delle Rubriche del Breviario e del Messale Romano, normativo per l'ultima edizione tridentina (1962) del Messale Romano, dichiara che sono due le specie della messa tridentina: dicesi Messa "in canto", se di fatto il celebrante canta quelle parti che deve cantare secondo le rubriche; altrimenti dicesi "messa bassa" o "messa letta". La messa "in canto", inoltre, se è celebrata con l'assistenza dei sacri ministri (diacono e suddiacono), è chiamata "messa solenne"; se è celebrata senza ministri sacri, è detta "messa cantata".
Oltre a queste distinzioni ufficialmente definite, si parla anche di messa papale, di messa pontificale, di messa capitolare (messa solenne celebrata in una cattedrale dal capitolo dei canonici), di messa conventuale (messa quotidiana principale cantata presso le chiese collegiate e le comunità religiose) e di altre.
La messa pontificale (detta anche semplicemente pontificale) è una messa solenne celebrata da un vescovo o un presbitero a cui è concesso l'uso di almeno alcune insegne pontificali, chiamate anche pontificalia. Nella disciplina della messa tridentina non è permesso a un vescovo celebrare la messa solenne non pontificale né la messa cantata (cioè senza ministri sacri) né la messa bassa se non in quella forma che si chiama anche messa prelatizia (che richiede due assistenti in ordini sacri).
Per definizione, il canto e la partecipazione di un coro distinguono la messa solenne e la messa cantata dalla messa bassa. Un altro elemento che distingue la messa solenne è la presenza di più ministranti, almeno sei: un crocifero che porta la croce astile, almeno due accoliti (detti ceroferari) che portano candelabri con candele, il turiferario che porta il turibolo assistito dal navicelliere (che si occupa della navicella porta incenso) e il cerimoniere, oltre ai ministri maggiori ordinati, ovverosia il diacono e il suddiacono.

### Messa privata
Il termine missa privata veniva usato con diversi significati. Secondo il teologo benedettino Angelus Häussling, nel Medioevo era una messa celebrata per un piccolo gruppo, mentre la missa publica era quella celebrata con diversi ministri e con partecipazione di tutta la comunità; all'epoca del Concilio di Trento era una messa nella quale solo il sacerdote riceveva la comunione, indipendentemente da quanti fossero i fedeli presenti; più tardi divenne una messa celebrata da un sacerdote con l'assistenza di un solo ministrante.
Nelle rubriche del periodo "tridentino" (dal Concilio di Trento fino al Concilio Vaticano II), per "missa privata" si intendeva "sempre o quasi sempre" la messa bassa.
Nella Catholic Encyclopedia del 1910, Adrian Fortescue spiega l'origine della messa privata o bassa:
Nel primo medioevo la concelebrazione eucaristica venne sostituita da celebrazioni separate private. Alla novità avrà contribuito l'usanza di offrire ogni messa per un'intenzione particolare. Le celebrazioni separate comportarono la prolificazione di altari nella stessa chiesa e la riduzione del rito alla forma più semplice possibile. Così si fece a meno del diacono e del suddiacono; il sacerdote celebrante oltre alla sua parte svolgeva anche la loro. Un ministrante sostituì il coro e gli altri ministri, tutto si recitava invece di cantarlo, vennero omessi l'incenso e il bacio della pace.
Papa Giovanni XXIII al n. 269 del suo Codice delle Rubriche del Breviario e del Messale Romano (1960), che fu incorporato nell'edizione 1962 del Messale Romano, ordinò di evitare l'uso del termine "messa privata".
Il Concilio Vaticano II decretò: "Va sottolineato che ogni volta che i riti, secondo la loro specifica natura, prevedono la celebrazione comunitaria della messa e la partecipazione attiva dei fedeli, devono essere svolti in tale modo, evitando per quanto possibile, una celebrazione individuale e quasi privata".
Papa Paolo VI sottolineò inoltre che «nessuna messa è privata», spiegando che «ogni celebrazione non è qualcosa di segreto, anche se un sacerdote lo celebra privatamente; è invece un atto di Cristo e della Chiesa».
La celebrazione della messa "privata" si distingue dalla celebrazione senza nemmeno un ministrante o chi almeno da distante risponda alle parole del sacerdote. Contro simili celebrazioni "solitarie" si emanarono alcuni decreti che richiedevano la presenza di almeno due persone, in modo da giustificare l'uso del plurale in formule liturgiche come Dominus vobiscum. Però generalmente si richiedeva solo la partecipazione di una sola persona: il Codice di Diritto Canonico del 1917 prescriveva: "Un sacerdote non deve celebrare la messa senza un ministrante che gli serva e risponda" Il Codice di Diritto Canonico del 1983 decreta: "Il sacerdote non celebri il Sacrificio eucaristico senza la partecipazione di almeno qualche fedele, se non per giusta e ragionevole causa". Questa direttiva è ripresa dall'Ordinamento generale del Messale romano

## Rituale e rubriche

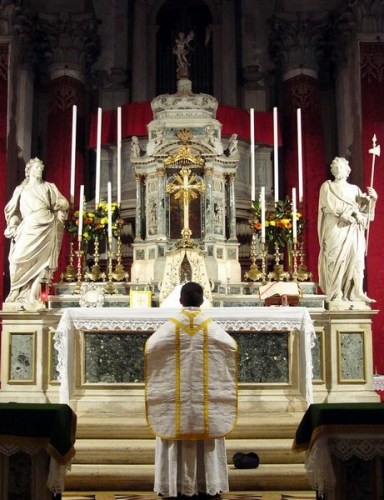
Preghiere ai piedi dell'altare in una messa bassa. Il sacerdote, non avendo nel presbiterio alcun ministrante a cui porgere la berretta, l'ha messa sul gradino a destra. Salito all'altare, ha steso in mezzo ad esso il corporale, su cui ha messo il calice ecc. coperto con un velo del colore dei paramenti, e ha aperto a destra la pagina appropriata del messale. Ridisceso ha iniziato la messa con il segno della croce e le altre preghiere ai piedi dell'altare.

Vi sono regole e usanze molto minuziose che regolamentano la liturgia di tutte le forme delle messe tridentine, anche quella più semplice: dal verso in cui si devono girare i chierici o il celebrante durante le funzioni (a destra se da soli o dispari, verso il centro se in coppia) fino al modo di porgere o ricevere gli oggetti (ad esempio le ampolline per il vino o l'acqua), sul modo di genuflettersi (in quattro modi: in piano o sul gradino, con genuflessione semplice o doppia) di inchinarsi o quello di usare (quando previsto) il turibolo (vi sono cinque modi solo per come lo si deve impugnare nelle varie fasi della messa).
Le genuflessioni in piano (in planu) vengono fatte all'inizio e alla fine delle celebrazioni, quelle sul gradino (in gradu) durante la celebrazione. Eccetto quando è esposto il Santissimo Sacramento, caso in cui all'inizio e alla fine si fa la genuflessione doppia (con tutte e due le ginocchia a terra e un inchino) e durante la celebrazione sempre in piano.
Anche gli inchini sono di diverso tipo: oltre a quello durante la genuflessione doppia, vi è l'inchino normale (che si fa ad esempio prima e dopo aver incensato un ministro o prima e dopo qualunque altra relazione) e uno profondo, che si fa alla croce e all'altare.
A seconda del momento sono prestabiliti i percorsi, ad esempio per passare dal seggio all'altare si può passare a seconda dei casi per la strada più lunga (per longiorem) o abbreviata (per breviorem), nel primo caso si arriva davanti al centro dei gradini e poi si sale, nel secondo caso si salgono i gradini obliquamente attraverso la strada più breve.
La grande complessità di questi riti prevede la presenza di un cerimoniere, che ricorda ai ministri che cosa fare, specificando il tipo di inchino, di genuflessione, indicando la frase durante la quale occorre scoprirsi il capo e inchinarsi, e così via.
La fonte principale per il rito della messa tridentina è il Messale Romano. L'edizione 1962 comprende le Rubricae generales (Rubriche generali) alle pagine XII–XX, le Rubricae generales Missalis romani (Rubriche generali del Messale romano) alle pagine XXI–XXXVI, e il Ritus servandus in celebratione Missæ (Rito da seguire nella celebrazione della messa) alle pagine LIV–LXV. L'ultimo indica i gesti e le parole del sacerdote celebrante e di chi serve la messa.
Le voci Messa bassa e Messa solenne indicano dettagliatamente come si svolge concretamente ognuna di queste forme della messa tridentina.

## Partecipanti

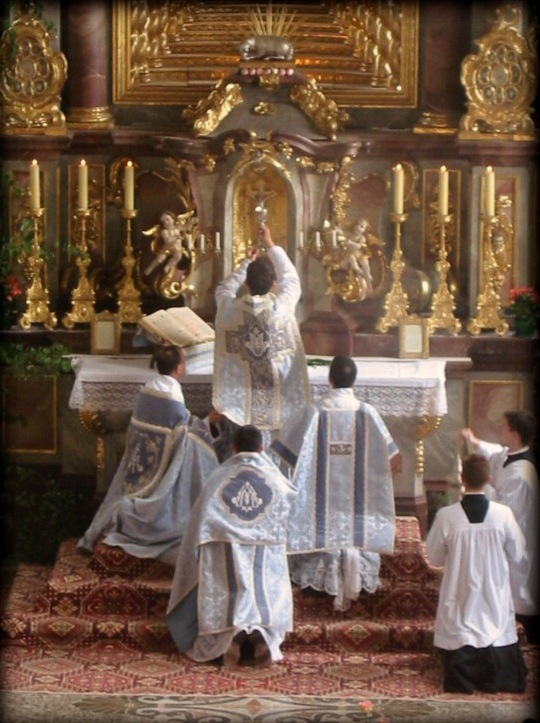
Celebrante, diacono, suddiacono, presbitero assistente, cerimoniere e turiferario in una messa novella

Mentre la celebrazione della messa bassa richiede, oltre al sacerdote celebrante, solo la presenza di almeno un solo ministrante (o perfino di una persona che risponda alle preghiere), lo svolgimento di altre forme di messa tridentina richiede la partecipazione di più figure:
- Il celebrante (unico) può essere vescovo o presbitero, ma non diacono. Eccezionalmente e solo nella messa dell'ordinazione di uno o più vescovi o presbiteri, avviene la concelebrazione eucaristica.[113]
- I sacri ministri (diacono e suddiacono) partecipano alla messa solenne, ma non alla messa cantata né alla messa bassa. Possono essere presbiteri, ma indossano i paramenti propri della funzione che svolgono durante la messa.
- Altri ministri, detti anche ministranti e accoliti, svolgono numerosi ministeri quali quelli di ceroferario, crocifero, turiferario, navicelliere, ecc. Il Ritus servandus in celebratione Missae non ne definisce il numero, dicendo "il ministro o i ministri", quando parla delle preghiere all'inizio della messa.[114] Il Codice di Diritto Canonico decreta che normalmente ce ne sia almeno uno: "Il sacerdote non celebri il Sacrificio eucaristico senza la partecipazione di almeno qualche fedele, se non per giusta e ragionevole causa".[115][116] Il diritto canonico, non il Messale, escludeva le donne da tale ministero, come il papa Innocenzo IV ordinò nel 1254: "Non osino le donne servire all'altare, dal cui ministero siano respinte totalmente";[117] però nel 1994 il Pontificio consiglio per i testi legislativi dichiarò che il servizio all'altare è una delle funzioni liturgiche che, secondo il canone 230 §2 del Codice, possono essere svolte da laici sia uomini che donne.[118]
- Il cerimoniere o maestro delle cerimonie coordina, nelle celebrazioni più complesse, i diversi ministranti nelle loro incombenze. Indossa l'abito talare e la cotta.
- Il presbitero assistente del presule celebrante è una figura della messa papale o pontificia tridentina. Indossa il piviale.[119]
- La schola cantorum canta, nelle messe solenni o cantate, alcune parti della liturgia che nella messa bassa sono recitate dal sacerdote celebrante (come il graduale e il Credo) e alcune delle risposte dei ministri all'altare alle invocazioni del celebrante (come "Et cum spiritu tuo"). Canta anche l'introito all'inizio della celebrazione e, con un'interruzione per la consacrazione, ciò che il Codice delle Rubriche chiama il "Sanctus-Benedictus"[120], mentre il sacerdote recita il Canone Romano privatamente.
- Il popolo partecipa in vari modi: "Per sua stessa natura, la messa richiede la partecipazione, ciascuno a suo modo, di tutti coloro che vi assistono", dice il Codice delle Rubriche, riferendosi all'Istruzione sulla musica sacra e la liturgia promulgata dalla Sacra Congregazione dei Riti il 3 settembre 1958.[121] Questa istruzione prevede tre modi di tale partecipazione:
  - facendo attenzione alle principali parti della messa sia internamente sia anche esternamente secondo le diverse approvate consuetudini locali;
  - con preghiere e canti in comune strettamente intonati alle singole parti della messa;
  - rispondendo liturgicamente al sacerdote celebrante quasi "dialogando" con lui nel recitare a voce chiara le parti loro proprie.[122]

## Anno e calendario liturgici

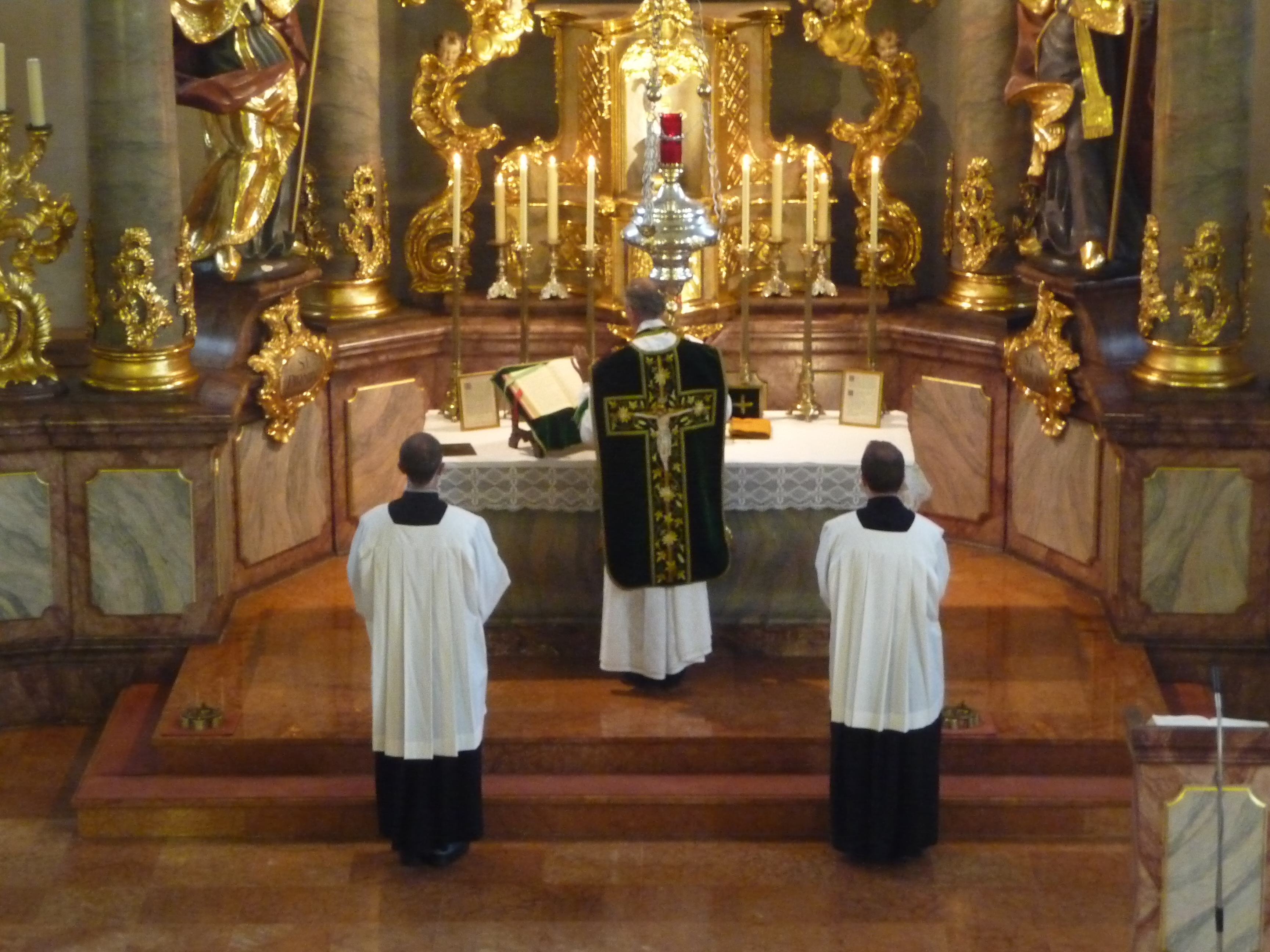
Paramenti neri in una messa da requiem.

La celebrazione della Messa tridentina segue l'Anno liturgico romano nella forma che aveva prima del 1970. Le relative norme sono stese nel Capitolo VIII delle Rubricæ generales del Missale Romanum del 1960, riprodotte nell'edizione 1962 del Messale Romano.

## Lingua
In quasi tutti i Paesi la messa tridentina è celebrata interamente in latino, ad eccezione di alcune parole e frasi in greco antico ed ebraico ed aramaico. Nella Messa secondo il rito romano nella forma tridentina sono dunque adoperate solo le tre lingue con cui si era enunciata sopra il titulus crucis, nel corso della crocifissione di Cristo, la Sua regalità, il Suo essere re (dei giudei). Essa prevede inoltre lunghi periodi di silenzio (in particolare all'offertorio e alla consacrazione), che consentono ai fedeli di meditare su quanto sta avvenendo. Il messale tridentino non specifica la lingua dell'omelia, che tratta come facoltativa: infatti presume che al Vangelo farà seguito immediato il Credo, aggiungendo nel contesto solo della messa solenne: "Tuttavia, se si fa una predica, il predicatore la faccia dopo il Vangelo e alla conclusione del sermone o del discorso si dica il Credo". E non proibisce l'uso della lingua locale per preghiere da recitare prima o dopo la messa, quali le Preci leonine. I fedeli possono seguire la liturgia leggendo un messalino o un foglietto bilingue, che riportano, a fianco del testo latino, la traduzione nella lingua nazionale.
Riguardo al testo latino della messa si nota che vengono impiegate due diverse versioni della Bibbia, la Vulgata e l'Itala. Infatti l'Itala si ritrova nelle parti cantate dal coro (introito, graduale, offertorio e communio) delle Messe più antiche, che sono precedenti all'adozione della Vulgata.
Il motu proprio Traditionis custodes richiede che le letture siano recitate nella lingua locale, senza specificare se i testi nella lingua locale debbano seguire o sostituire i testi in latino.
La costituzione apostolica Sacrosanctum Concilium afferma:
(Sacrosanctum Concilium, 36,§1)
con una parte più rilevante concessa alle lingue nazionali. 
(Sacrosanctum Concilium, 116)

### Slavo ecclesiastico
Il diritto di impiegare lo slavo ecclesiastico nella messa di rito romano è prevalso per molti secoli in tutti i Paesi dei Balcani sud-occidentali, ed è stato approvato da lunga pratica e da molti papi. Questo diritto, concesso per la prima volta da papa Giovanni VIII nel IX secolo e poi confermato da papa Urbano VIII con il rescritto Ecclesia Catholica in occasione della prima stampa del Messale glagolitico è stato esteso al Montenegro nel 1866, alla Serbia nel 1914, alla Cecoslovacchia nel 1920, e il concordato del 1935 con la Jugoslavia estendeva il diritto a tutto quel regno, nel 1940 fu esteso al Collegio Illirico di Roma, per quei sacerdoti che provenissero da luoghi ove il Messale in slavo ecclesiastico fosse in uso. Nel 1927 papa Pio XI autorizzò il Messale romano-slavonico in caratteri latini con il rescritto della Sacra Congregazione dei Riti Quum nova.

## Colori liturgici
I colori liturgici previsti nella messa tridentina sono sei: verde, violaceo, bianco, rosso, nero e rosaceo.
Il verde è utilizzato nel tempo dopo l'Epifania e dopo Pentecoste; il violaceo in quello d'Avvento, quello di Settuagesima e quello quaresimale; il bianco nel tempo natalizio, in quello pasquale e molte feste, e può essere sostituito da paramenti dorati nella celebrazioni delle feste più importanti; il colore rosso a Pentecoste e nelle feste dei Martiri, il nero nei funerali e nelle messe di requiem e nell'azione liturgica del Venerdì Santo. Paramenti di colore rosaceo possono sostituire quelli violacei nella terza domenica di Avvento (domenica Gaudete) e nella quarta di Quaresima (domenica Laetare).

## Paramenti liturgici

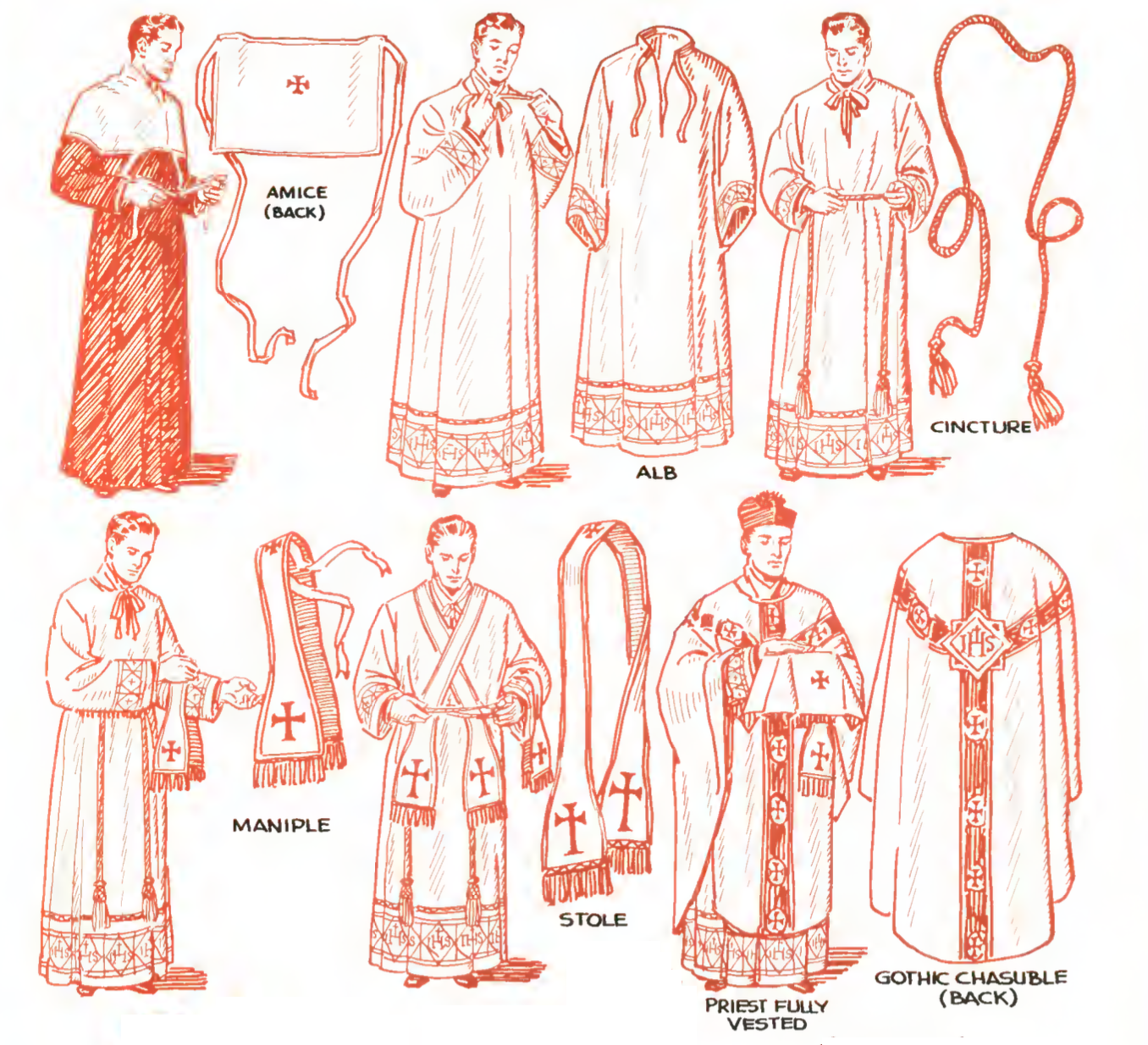
Un diagramma di un prete cattolico che indossa i paramenti liturgici tradizionali (Louis La Ravoire Morrow, My Catholic Faith, 1949)

Il sacerdote indossa l'abito talare al quale sovrappone, sulle spalle, l'amitto; veste, poi il camice legato da un cingolo e, sopra, una stola che tiene incrociata sul petto. Infine indossa la pianeta ossia la casula e lega al proprio braccio sinistro il manipolo. Il celebrante può indossare la berretta nella processione d'ingresso e di uscita, durante l'omelia e nelle messe solenni quando è seduto.
Il ministro e gli accoliti vestono con talare e cotta; il diacono, sopra la talare e il camice, porta la stola e la dalmatica; il suddiacono, la tunicella. Il Diacono indossa la stola trasversalmente al busto, non incrociata come il celebrante. Sacerdote, diacono e suddiacono possono portare la berretta nelle processioni d'entrata e d'uscita e quando sono seduti, ma dal 1962 il suo uso non è più obbligatorio. La pianeta, la dalmatica, la tunicella, la stola e il manipolo devono essere del colore liturgico del giorno.

I vescovi, oltre alle vesti dei sacerdoti, possono indossare particolari scarpe e guanti: calzari liturgici generalmente di raso e guanti di tessuto detti chiroteche, portano poi la mitra e usano il bastone pastorale.

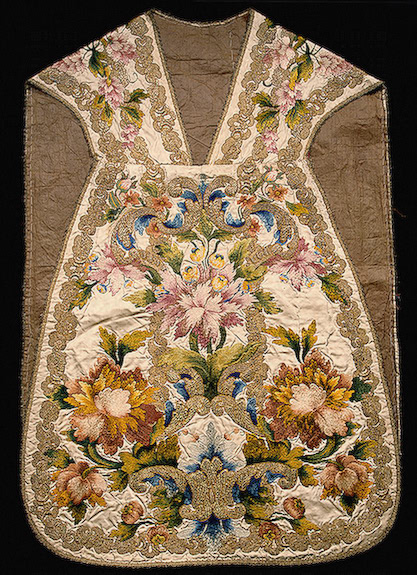
Una pianeta

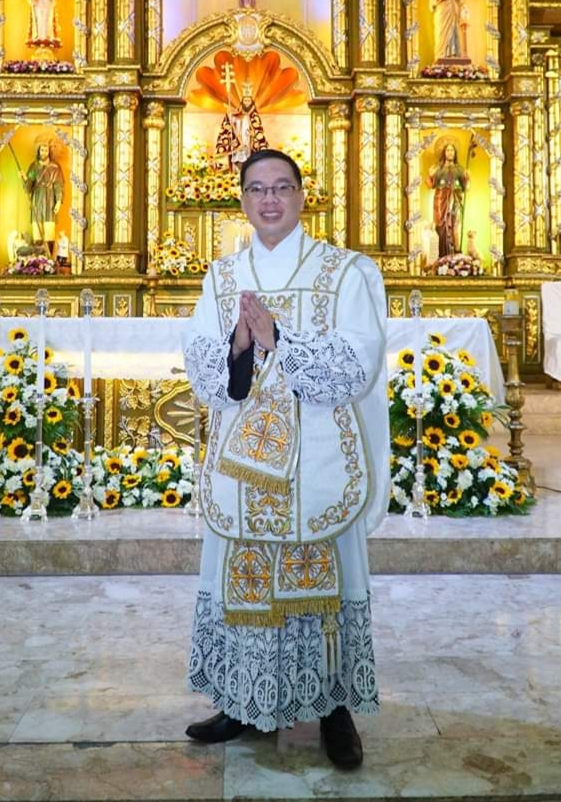
Presbitero vestito con i paramenti tradizionali
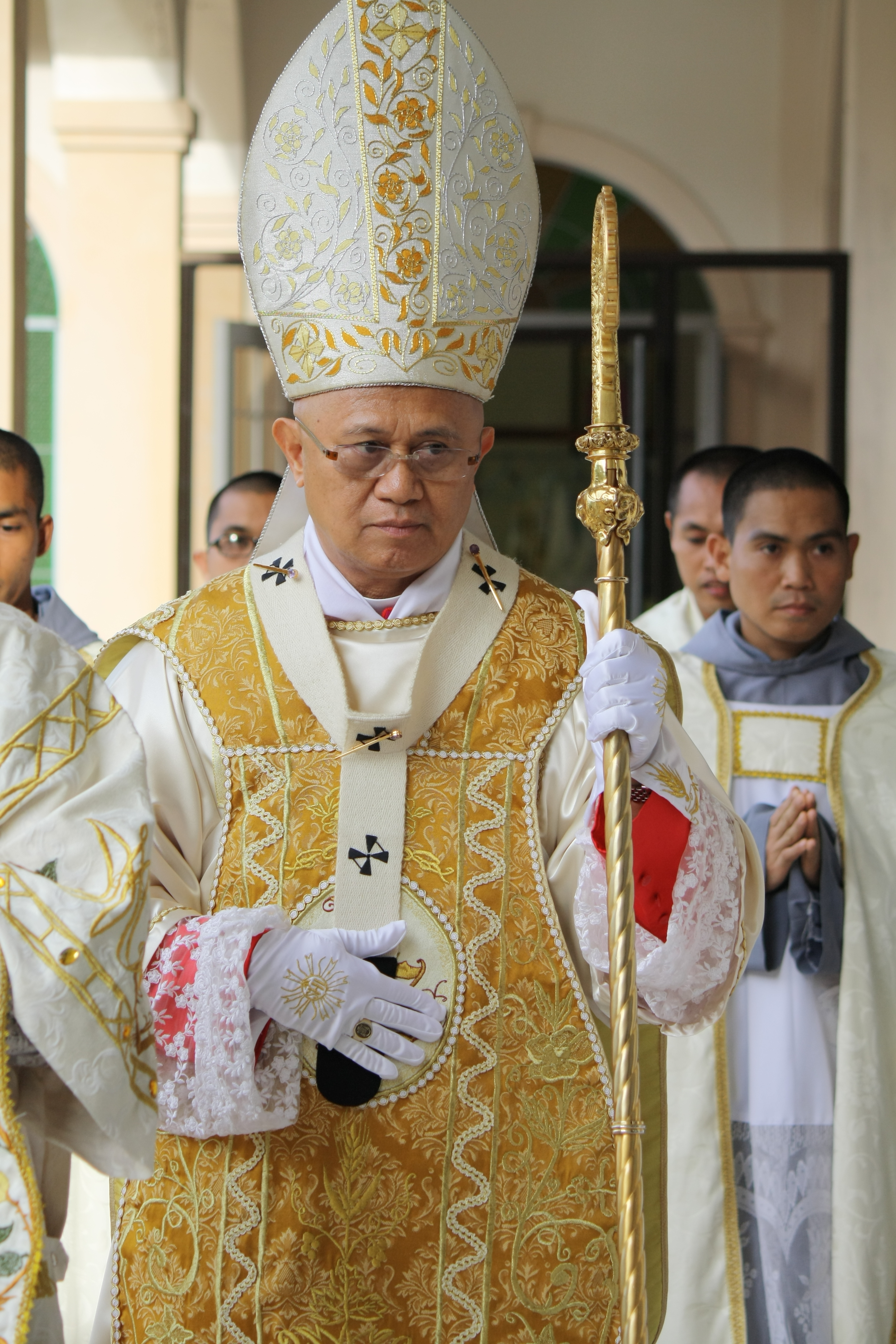
L'arcivescovo metropolita di Cebu mons. Jose Serofia Palma in abiti pontificali. Si noti anche l'uso del pallio, prerogativa dei metropoliti

### Orientamento del sacerdote
Secondo il messale del 1962, "sull'altare vi sarà nel mezzo una croce abbastanza grande con il Crocifisso".
La stragrande maggioranza degli altari maggiori delle chiese costruite prima della riforma liturgica degli ultimi decenni del XX secolo è rivolta verso l'abside o "ad orientem" (non necessariamente verso l'oriente): l'altare era addossato al muro o in prossimità di esso. Lo scopo del rivolgere la preghiera verso l'oriente era quello di essere sempre rivolti a Cristo, di cui la luce solare era vista come simbolo, soprattutto nei primi secoli del cristianesimo. Vi sono degli altari antichi non addossati al muro in alcune delle più antiche basiliche romane, come l'altar maggiore della Basilica di San Pietro in Vaticano o di San Giovanni in Laterano. Il Messale romano tridentino parla di tali altari come "ad orientem, versus populum", ma di essi, secondo Klaus Gamber, non si può parlare di altare versus populum cioè fatto per tale scopo, ma solamente di altare versus orientem, cioè verso l'oriente: tali basiliche, infatti, sono costruite con l'abside rivolto verso occidente e l'ingresso verso oriente, a imitazione del Tempio di Gerusalemme, affinché la luce del sole, che nel cristianesimo dei primi secoli simboleggiava Cristo, potesse entrare dal portale della chiesa. Perciò l'orientamento dell'altare era costruito in modo che il celebrante non guardasse verso il popolo, ma versus orientem, che in quei casi era in direzione opposta all'abside. In seguito si è iniziato a costruire chiese senza un'orientazione astronomica precisa, ma l'orientazione del celebrante è rimasta versus apsidem, considerato come un oriente convenzionale. In definitiva, quindi, l'orientazione del sacerdote è sempre versus absidem, orientazione che è individuata con l'oriente (versus orientem), che può essere l'oriente astronomico o un oriente convenzionale.

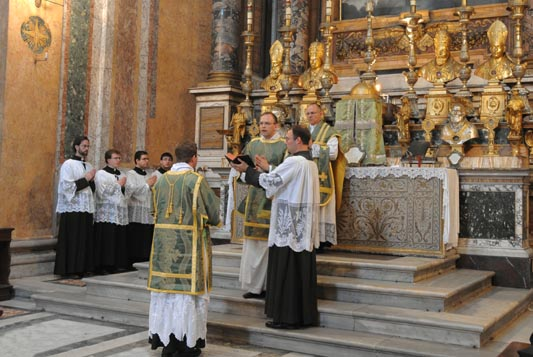
Celebrante e diacono voltati all'Ite missa est di una messa solenne

Quando celebra su altari versus apsidem, il sacerdote rimane rivolto verso l'altare per quasi tutta la messa e si volge invece al popolo solo in particolari circostanze:
- per pronunciare, quando prevista, l'omelia (sempre nella lingua del popolo);
- per salutare i ministri e il popolo, dicendo Dominus vobiscum, prima della colletta;[140]
- per salutare i ministri e il popolo, dicendo Dominus vobiscum prima dell'offertorio;[141]
- per invitare a pregare, dicendo Orate, fratres...;[142]
- prima della comunione dei fedeli, mostrando l'ostia consacrata e dicendo Ecce Agnus Dei...;[143]
- per salutare i ministri e il popolo, dicendo Dominus vobiscum, prima della postcommunio;[144]
- per dare il congedo "Ite, missa est";[144]
- per impartire la benedizione.[145]

Quando volge le spalle all'altare per dire Dominus vobiscum, deve farlo tenendo lo sguardo diretto a terra.
Se invece l'altare è, secondo l'espressione del Messale romano del 1962, "ad orientem, versus populum", il sacerdote, essendo rivolto al popolo, non volge le spalle all'altare quando sta per dire Dominus vobiscum, Orate, fratres...', Ite, missa est o dare la benedizione.
La celebrazione versus absidem, così come il mantenimento di un altare versus orientem, non appartengono soltanto all'usus antiquior del rito romano, ma sono ammessi anche nella forma rivista, come specificato dalla Congregazione per il culto divino, che chiarisce che sebbene la collocazione dell'altare versus populum «sia qualcosa di desiderato dalla attuale legislazione liturgica», non sia una norma assoluta. In particolare aggiungere all'altare presente un secondo altare nel medesimo presbiterio, viola il «principio dell'unicità dell'altare», che è «teologicamente più importante che la prassi di celebrare rivolti al popolo».

## Differenze con la messa introdotta nel 1969
La riforma del 1969 del rito romano della messa ha segnato numerose differenze rispetto alla prassi anteriore. Era invalso generalmente l'uso che il sacerdote celebrante stesse dalla stessa parte dell'altare dei fedeli che assistevano. Il messale tridentino prevedeva però esplicitamente l'esistenza di chiese (come quelle più antiche romane) in cui l'altare fosse "ad orientem, versus populum", rivolto verso l'oriente geografico e verso il popolo assistente. Dopo il Concilio Vaticano II si adottò generalmente la posizione in cui l'altare, se possibile, sta fra il sacerdote e il popolo. Si può comparare il Ritus servandus V, 1 dell'edizione 1962 e anteriori con quello che si dice nell'Ordinamento Generale del Messale Romano nelle edizioni posteriori.
Inoltre le differenze più importanti con il Messale di Paolo VI sono:

### Ingresso,ConfiteoreKyrie eleison

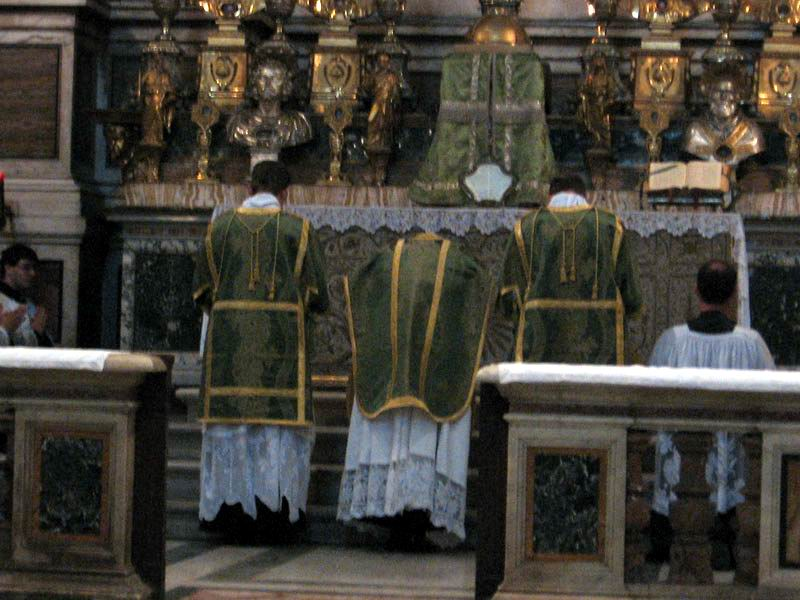
Confiteor del sacerdote in una messa solenne

Nell'usus antiquior la messa inizia con il celebrante ai piedi dell'altare, mentre nel Novus ordo il celebrante dopo avere salutato l'altare si dirige verso la sedia.
Dopo il Segno della Croce, il sacerdote inizia con l'antifona "Introibo ad altare Dei/ ad Deum qui laetificat iuventutem meam" ("Salirò all'altare di Dio/ a Dio che allieta la mia gioventù"), seguita dalla recita del Salmo 42. Antifona e salmo sono aboliti nel Messale di Paolo VI.
La recita del Confiteor da parte del celebrante è distinta da quella del ministro e del popolo. Prima il sacerdote pronuncia la preghiera chiedendo perdono per i propri peccati, e il ministro risponde con l'invocazione Misereatur tui omnipotens Deus, et dimissis peccatis tuis, perducat te ad vitam aeternam.; poi è il ministro che la recita (eventualmente assieme al popolo) e il sacerdote invoca il perdono dei peccati per il ministro e il popolo con il Misereatur vestri.... Segue una seconda preghiera recitata dal sacerdote per tutti per l'indulgenza, l'assoluzione e la remissione dei peccati. Nel Messale di Paolo VI, invece, celebrante e fedeli recitano insieme Confiteor, solo il sacerdote recita l'invocazione Misereatur ed è abolita la preghiera per l'indulgenza, l'assoluzione e la remissione. Nella forma del Confiteor usata nella messa tridentina viene invocata l'intercessione di san Michele Arcangelo e dei santi Giovanni Battista, Pietro e Paolo oltre a quella della Vergine Maria: nella messa rivista si fa menzione solamente della Vergine, mentre l'invocazione agli angeli e ai santi è espressa in forma generica.
La forma del Kyrie eleison, nella messa antica, è un po' più lunga di quella del nuovo messale: Kyrie eleison viene ripetuto per tre volte, Christe eleison per altre tre e di nuovo Kyrie per tre volte a voci alterne tra celebrante e ministro; nella forma riveduta, invece, ciascuna invocazione è ripetuta solo due volte, per un numero totale di sei invocazioni, mancando così il simbolismo dei nove cori angelici e togliendo la correlazione con il successivo Gloria.

### Epistola, graduale e tratto

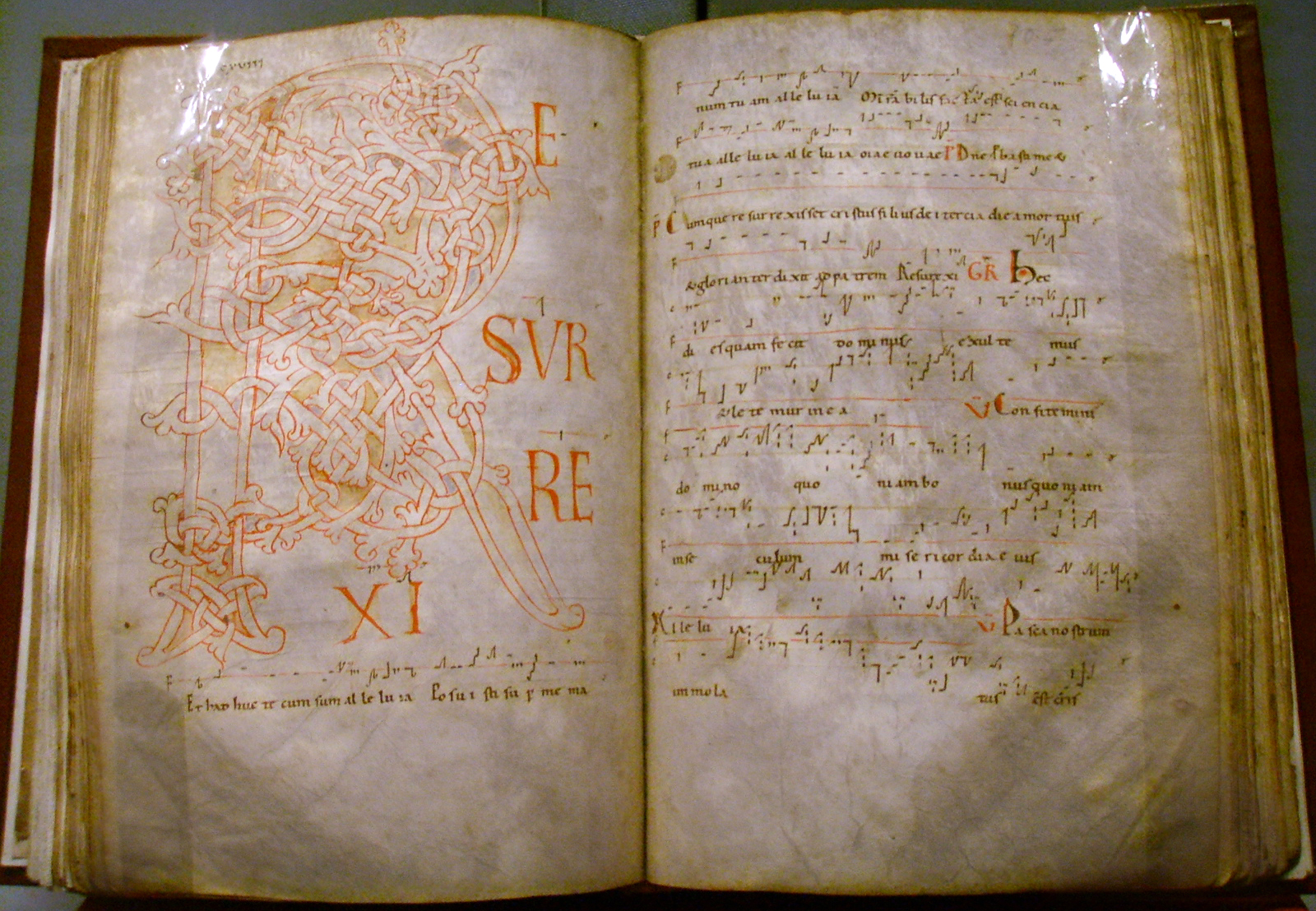
Graduale dell'XI secolo

La messa tridentina prevede, oltre al Vangelo, solitamente una sola altra lettura, che viene fatta dal sacerdote sul lato destro dell'altare detto appunto lato dell'Epistola. Solo durante le Quattro tempora il Vangelo è preceduto da due letture nei mercoledì e da cinque letture nei sabati. La lettura generalmente è presa dal Nuovo Testamento.
Tra l'Epistola e il Vangelo, il sacerdote recita il "graduale": tratto da uno o più salmi, è composto da due parti: il corpo, detto anche responsum o caput, e il versetto. Nelle messe solenni o cantate è intonato dalla schola; non prevede risposte da parte del ministro o del popolo come il salmo responsoriale della messa più recente. È seguito da un "verso alleluiatico" che in Quaresima, nel Tempo di Settuagesima e nelle messe per i defunti viene sostituito dal Tratto. Il Vangelo viene letto sulla parte sinistra dell'altare, detta lato del Vangelo: nella messa solenne viene cantato dal diacono.

### Canone

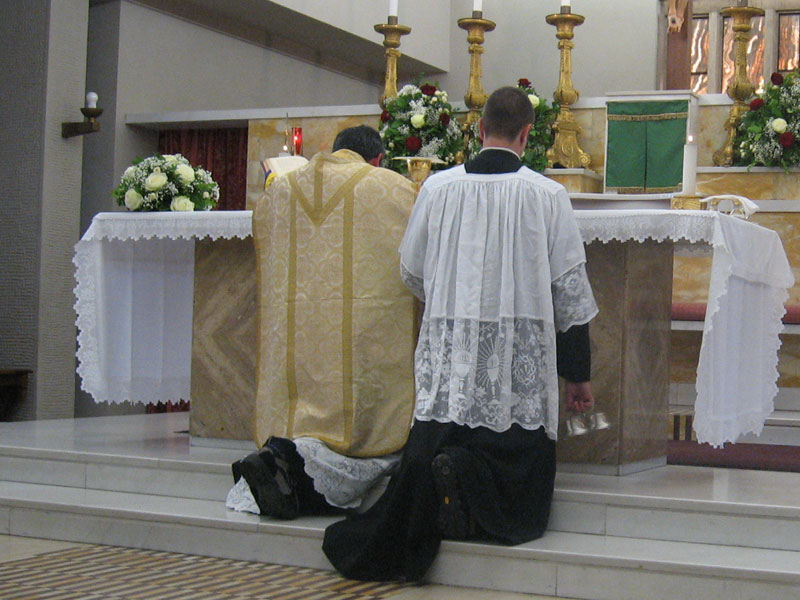
Genuflessione dopo l'elevazione

Nel messale tridentino esiste un solo Canone per la consacrazione, quello romano, mantenuto, con alcune modifiche, nel messale di Paolo VI, al quale è stato aggiunto quello alternativo di "Preghiera eucaristica I".
Nella messa tridentina si fa menzione e si chiede l'intercessione di quarantuno santi (oltre la beata Vergine Maria), mentre nel messale di Paolo VI, nella Preghiera eucaristica I è obbligatoria la menzione di solo sette santi, quella degli altri essendo facoltativa. Nelle altre tre principali preghiere eucaristiche si ricordano solo la vergine Maria e san Giuseppe e, nella terza eventualmente il santo del giorno o il patrono. Nella messa tridentina tutto il Canone è detto silenziosamente con eccezione delle parole Nobis quoque peccatoribus dette a mezza voce e della conclusione Per omnia saecula saeculorum detta o cantata ad alta voce.
Durante la consacrazione, il sacerdote s'inginocchia appena ha consacrato il pane e dopo l'elevazione dell'ostia, appena ha consacrato il vino e dopo l'elevazione del calice; s'inginocchia nuovamente dopo aver lasciato cadere un frammento di ostia consacrata nel calice con il vino (commixtio). Nel nuovo messale è previsto che il celebrante si inginocchi solo dopo ciascuna elevazione.

### Preghiera dei fedeli e scambio della pace
Nel Messale tridentino la preghiera dei fedeli esiste solo nella "Solenne azione liturgica pomeridiana della Passione e della Morte del Signore" del Venerdì santo, nella quale la seconda parte è costituita dalle "Orazioni solenni chiamate anche Preghiera dei fedeli".
Nella messa tridentina, il sacerdote, mentre recita silenziosamente l'embolismo del Pater noster, compie il rito della frazione del pane, dividendo l'ostia in tre predeterminate parti. Poi rivolto al popolo dice o canta Pax Domini sit semper vobiscum, a cui un ministro o il coro risponde: Et cum spiritu tuo, ma i fedeli non scambiano fra loro alcun segno di pace; il sacerdote lascia cadere nel vino del calice il più piccolo dei tre frammenti dell'ostia (commixtio). Dopo questo dice tre volte Agnus Dei ..., battendosi il petto ogni volta. Recita silenziosamente la preghiera per la pace della Chiesa e, solo nelle messe solenni, inizia lo scambio della pace esclusivamente tra il sacerdote celebrante, il diacono, il suddiacono e i membri del clero. Eccezionalmente si coinvolge alcuni pochi altri facendo uso dell'instrumentum pacis.
Nella messa più recente l'embolismo è detto o cantato ad alta voce, il popolo risponde con un'acclamazione, il sacerdote recita ad alta voce la preghiera per la pace della Chiesa e saluta il popolo con Pax Domini sit semper vobiscum, al quale il popolo risponde: Et cum spiritu tuo. Segue facoltativamente lo scambio della pace fra tutti i fedeli. Dopo questo, al canto o la recita dell'Agnus Dei ... il sacerdote spezza l'ostia e compie il rito della commixtio.

### Riti di conclusione
La messa più recente termina con la benedizione e l'Ite missa est, mentre in quella tridentina la benedizione e l'"ultimo Vangelo" sono successivi all'Ite.